# BMW i3

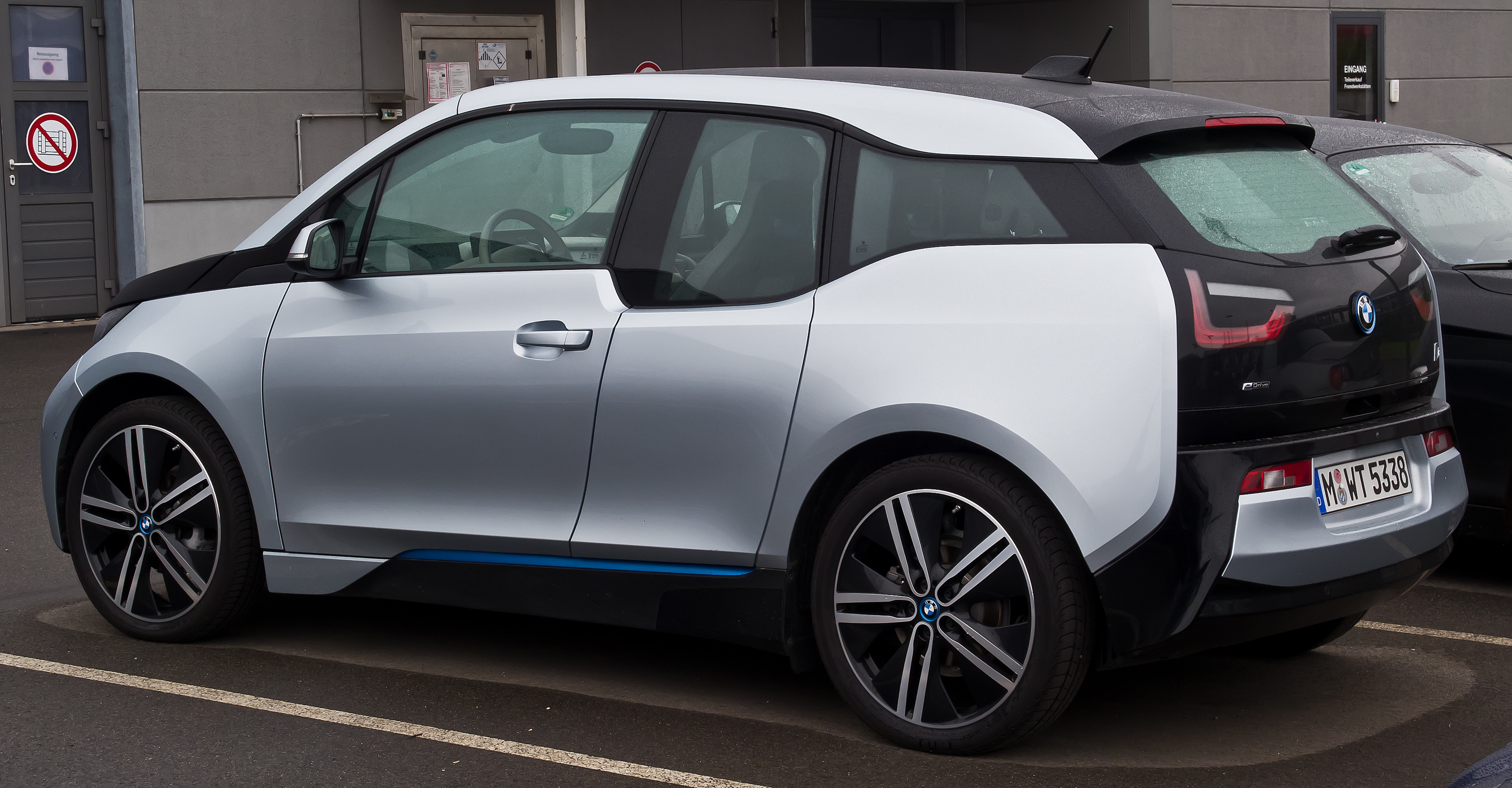
Heckansicht

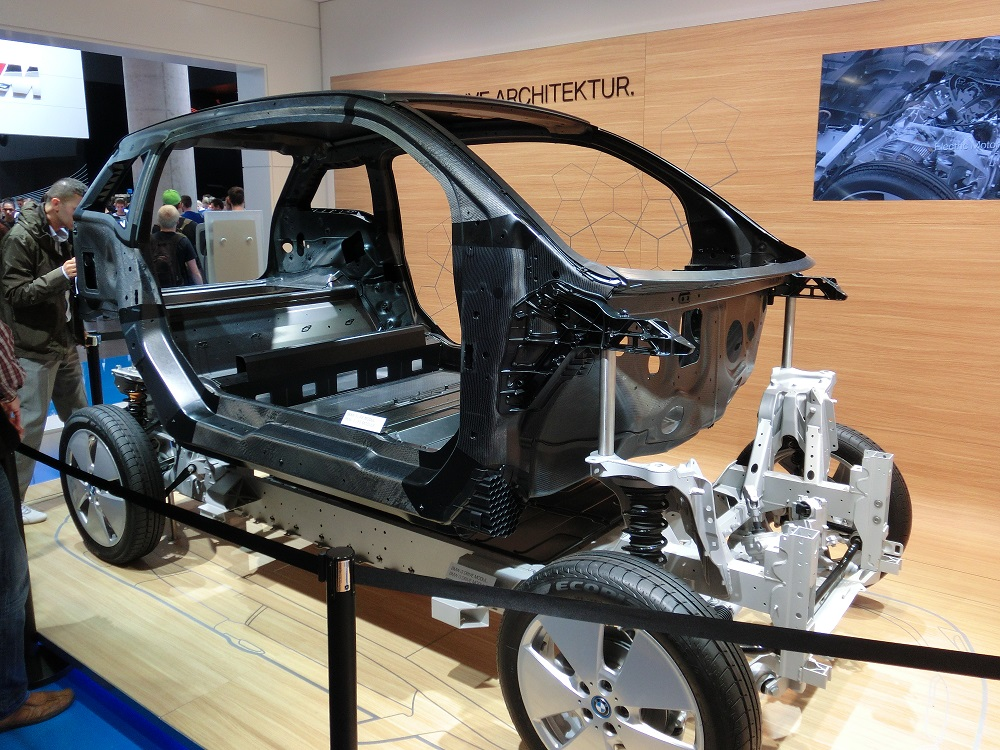
Fahrgastzelle und Fahrwerk

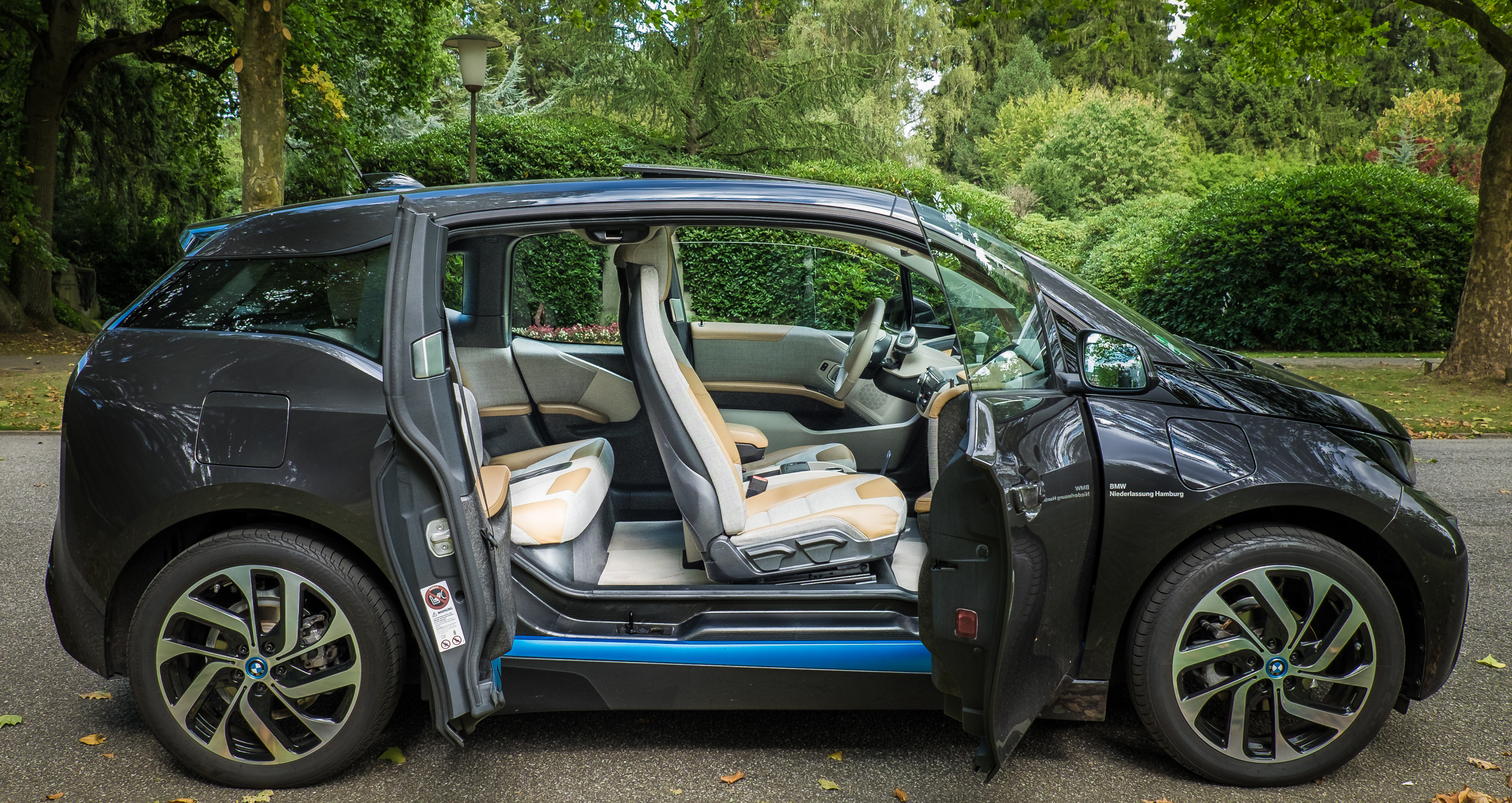
Gegenläufig öffnende Portaltüren

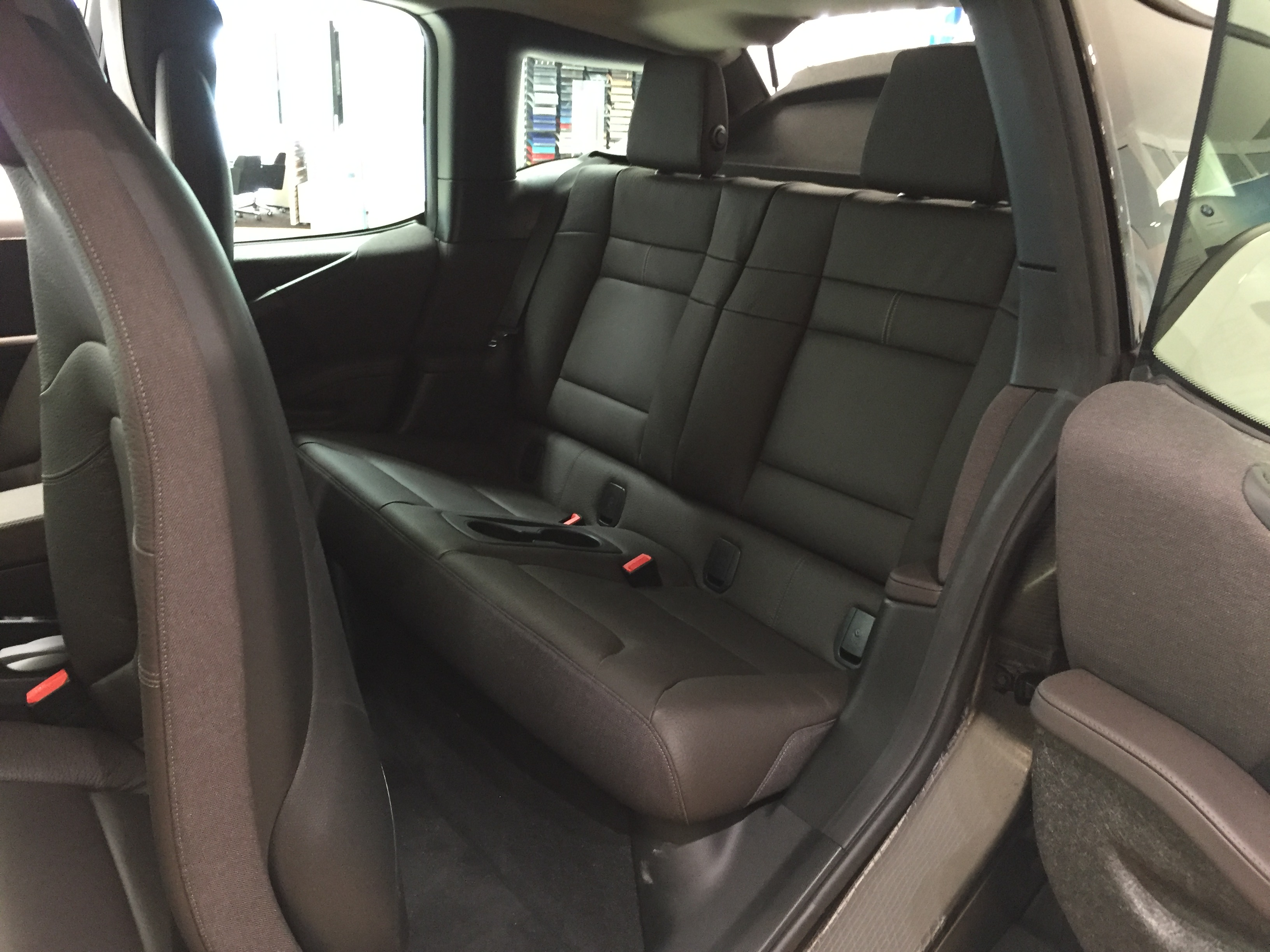
Blick auf die Rückbank

Der BMW i3 (Entwicklungscode I01) ist ein Elektroauto bzw. Plug-in-Hybrid-Fahrzeug des Automobilherstellers BMW in der Kleinwagenklasse. Er ist Teil der 2010 neu gegründeten Submarke BMW i und das erste Serienfahrzeug mit einer Fahrgastzelle aus kohlenstofffaserverstärktem Kunststoff (CFK). Als Antrieb dient ein Elektromotor mit 125 kW. Die Reichweite im genormten Fahrzyklus betrug 2013 190 km; mit der Weiterentwicklung der Batterietechnik wurde die Normreichweite auf 310 km erhöht. Als Zusatzausstattung bietet BMW auf einigen Märkten außerhalb Europas zur Erhöhung der Reichweite einen mit Benzin betriebenen Range Extender mit 25 kW Leistung an. Während dessen Nutzung arbeitet der Antrieb nach dem Prinzip des seriellen Hybridantriebes. BMW wirbt damit, bei Materialien und Produktion des Autos besondere Forderungen bezüglich Nachhaltigkeit berücksichtigt zu haben, etwa durch die Verwendung regenerativer Energien im Produktionsprozess oder mit Ökostrom hergestellten Aluminiums. Im Laufe von neun Jahren wurden insgesamt etwa 250.000 BMW i3 hergestellt und überwiegend im Ausland verkauft. Im Juni 2022 wurde die Produktion des i3 eingestellt.

## Modellgeschichte
Zwei Konzeptfahrzeuge, die das Design vorwegnahmen, wurden auf der IAA 2011 mit dem BMW i3 Concept und dem BMW i3 Concept Coupé als dreitürige Variante auf der LA Auto Show 2012, vorgestellt.
Die Vorstellung der Serienversion fand am 29. Juli 2013 in New York, London und Peking statt. Auf der IAA desselben Jahres wurde formal die Publikumspremiere durchgeführt.
Die Produktion startete am 18. September 2013 im BMW-Werk Leipzig. Der Verkauf begann in Deutschland am 16. November 2013 und in den USA am 2. Mai 2014.
Anfang Mai 2016 wurde eine 94-Ah-Version des BMW i3 mit einem 33-kWh-Akkumulator vorgestellt.
2017 wurde ein Facelift durchgeführt und die Modellvariante BMW i3s präsentiert.
Im September 2018 wurde eine weitere Version vorgestellt, der BMW i3 120 Ah, siehe Abschnitt Modellpflege. Die 60-Ah-Version war nicht mehr erhältlich. Eine Version mit Range Extender wurde nur noch in Nordamerika und Japan verkauft.

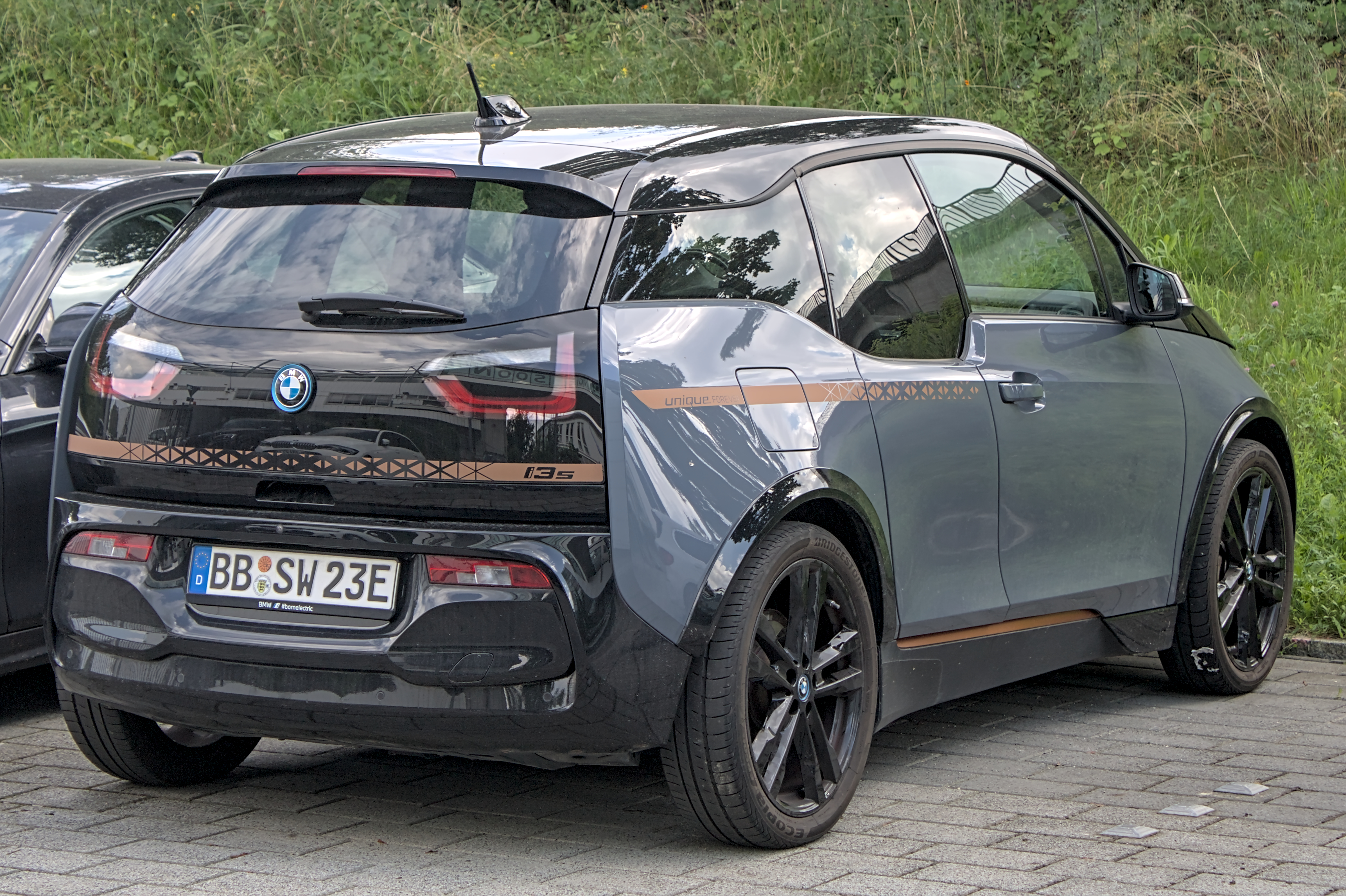
BMW i3s Unique Forever

2019 verlautete aus dem Werk Leipzig, der BMW i3 werde bis 2024 weiter gebaut und solle noch einmal eine Modellpflege erhalten. Im Juli 2021 wurde die Herstellung der US-Version eingestellt. Ab September 2021 wurde eine auf 2.000 Fahrzeuge limitierte Unique-Forever-Edition angeboten. Im Januar 2022 wurde dann bekannt, dass im Sommer 2022 die Produktion ohne direktes Nachfolgemodell eingestellt werden soll. Durch die Fertigung über 2019 hinaus ist das Fahrzeug nach Aussage von Oliver Zipse noch profitabel geworden.

## Konstruktion

### Karosserie
Der BMW i3 ist rund vier Meter lang und hat vier Sitzplätze. Er besteht aus einem Fahrgestell aus Aluminium und einer Fahrgastzelle mit einer Masse von 138 kg aus kohlenstofffaserverstärktem Kunststoff (CFK). Diese Werkstoffkombination ist leichter als eine Stahlkarosserie, so dass das Fahrzeug mit 1300 kg trotz der schweren Antriebsbatterie auf dem Niveau ähnlicher Fahrzeuge mit Verbrennungsmotor liegt. Die Außenhaut besteht mit Ausnahme des Daches aus thermoplastischen Elastomeren (PP/Ethylen-Propylen-Dien-Kautschuk). 25 % der thermoplastischen Außenteile bestehen aus erneuerbaren Materialien oder wurden wiederverwertet. Das Dach besteht aus CFK. Instrumententafel und Türverkleidungen werden aus Naturfasern hergestellt. Zusätzlich zum Gepäckraum im Heck des Fahrzeugs befindet sich vorne im Fahrzeug unter der Frontklappe ein weiterer kleiner Stauraum, der jedoch nicht völlig spritzwassergeschützt ist. Da hier kein Motor vorhanden ist, dem Kühlluft zugeführt werden muss, ist die BMW-Niere vollständig geschlossen.
Bedingt durch den Einbau der Batterien im Fahrzeugboden ist der BMW i3 relativ hoch, hat aber einen tiefen Schwerpunkt. Das Fahrzeug hat keine B-Säule, sondern sogenannte Portaltüren, wobei die vorderen Türen beim BMW i3 deutlich größer als die hinteren sind. Die Sicherheitsgurte für die Frontinsassen sind an den hinteren Türen befestigt.

### Innenraum
Das Fahrzeug bietet einen 260 Liter großen Kofferraum, der durch das Umklappen der Rücksitzlehne zu einer ebenen Ladefläche mit 435 Litern bis zur Fensterunterkante oder 1100 Litern bei der Beladung bis unters Dach erweitert werden kann. Die Ladekante ist 78 cm hoch.
Im Innenraum ist unterhalb des Armaturenbretts keine Mittelkonsole vorhanden, was relativ viel Beinfreiheit für die Frontpassagiere bedeutet. Die Sitzposition entspricht wegen der Fahrzeughöhe etwa der in einem SUV. Mit einem Wipphebel an der Lenksäule wird die Fahrtrichtung gewählt (durch elektrische Umsteuerung des Motors). Die Geschwindigkeit des Fahrzeugs wird mittels One-Pedal-Driving gesteuert. Die vorderen Sitze und die Lenksäule sind verstellbar. Auf dem Armaturenträger befindet sich direkt vor dem Fahrer ein Display, auf dem die notwendigen Daten wie Geschwindigkeit und Reichweite angezeigt werden. Ein zweites Display in zwei möglichen Größen in der Mitte des Armaturenträgers steht zum Beispiel für Radioinformationen oder das als Sonderausstattung erhältliche Navigationsgerät zur Verfügung. Es wird hauptsächlich über einen zentralen Dreh-Drückschalter („iDrive“) bedient.
Bei den Materialien wurde für die Sitzbezüge PET-Rezyklat gewählt, für die Türverkleidung und den Armaturenträger wird Schilfgras verwendet.

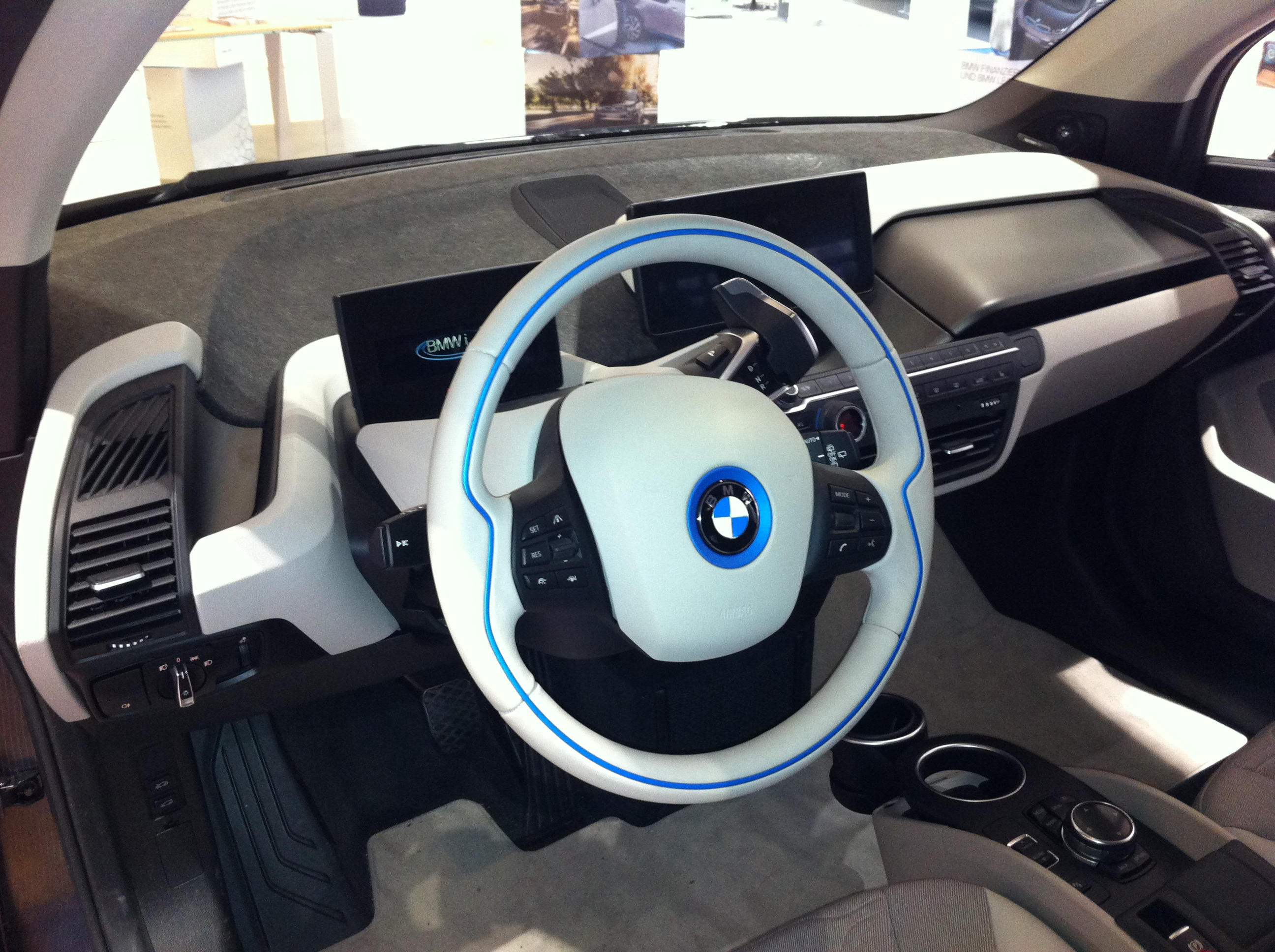
Armaturentafel
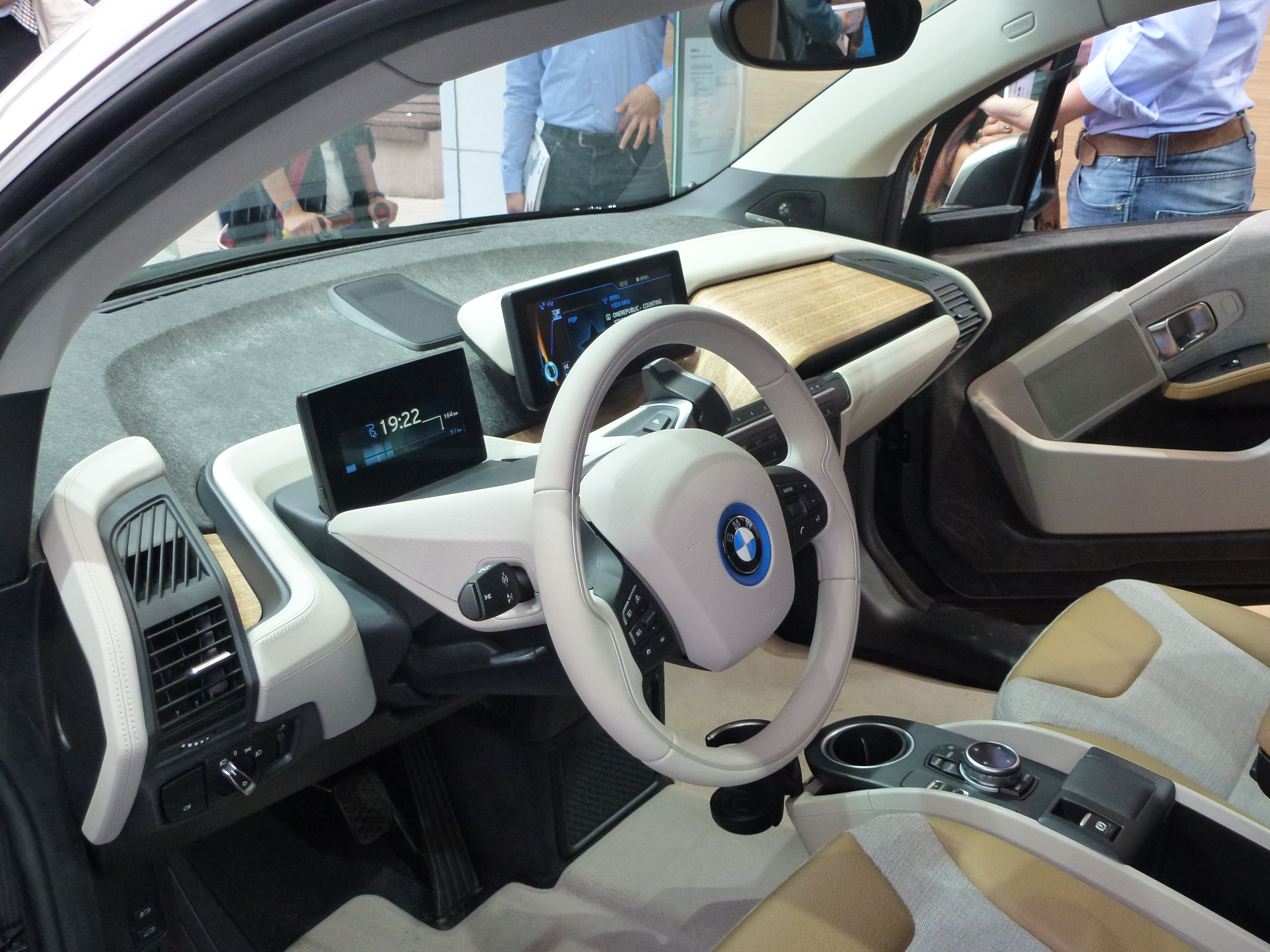
Armaturentafel mit Blende aus Holz aus zertifiziertem Anbau in Europa
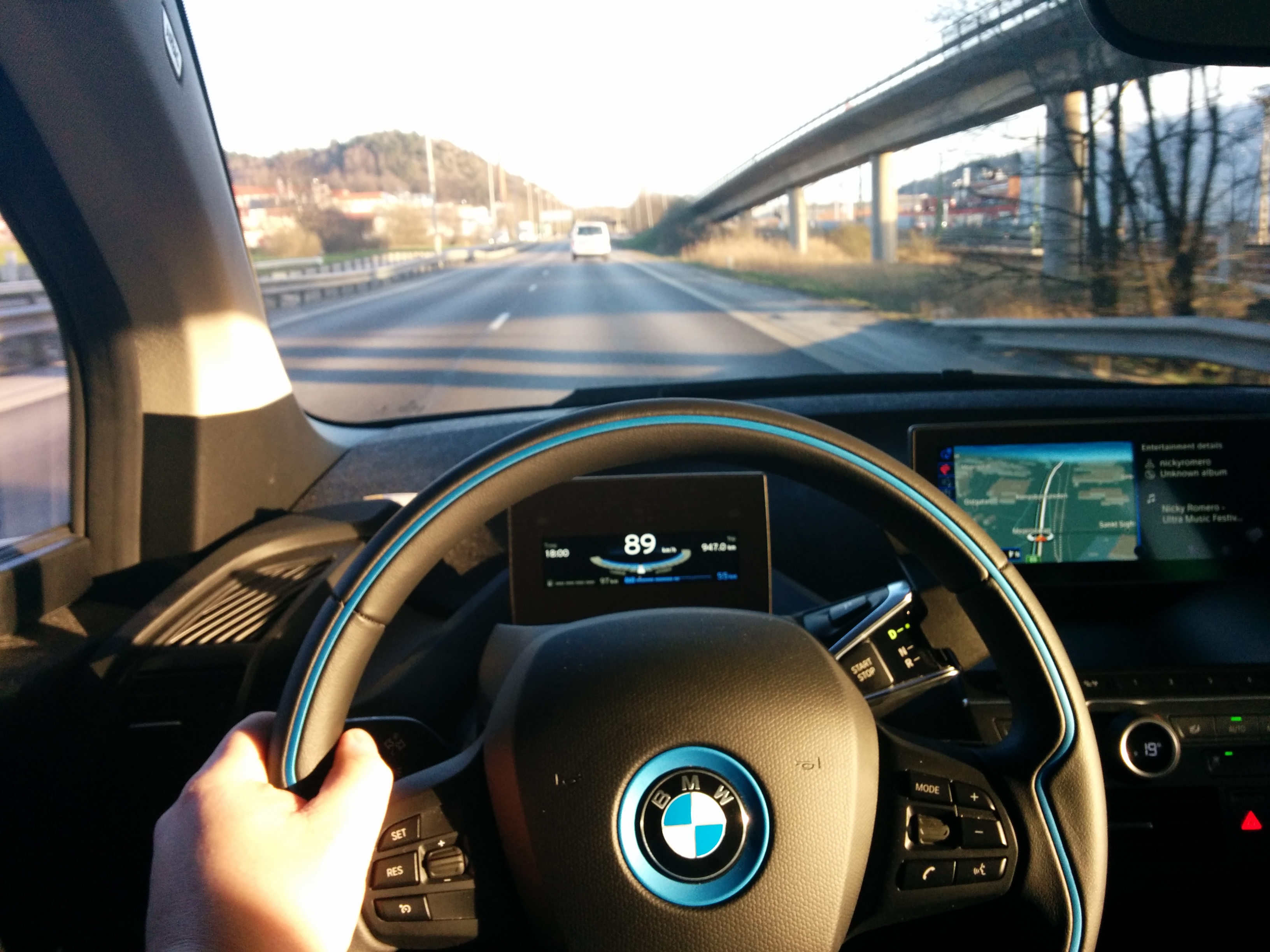
Fahrdisplay hinter dem Lenkrad und iDrive-Bildschirm rechts. Der Fahrtrichtungshebel zeigt hinter dem Lenkrad nach rechts oben.
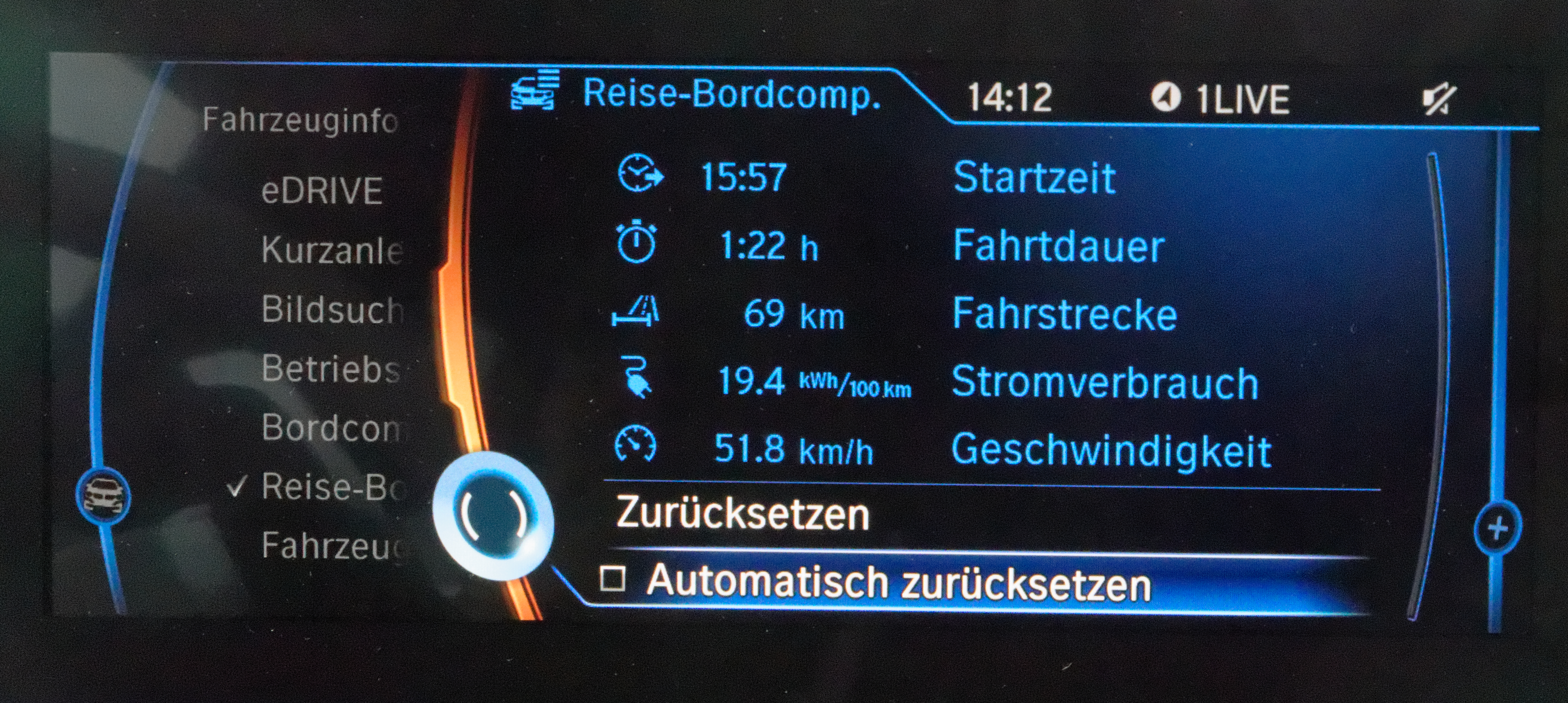
Display in der Mitte des Fahrzeuges mit Informationen zu Leistung und Verbrauch

## Technik

### Elektromotor

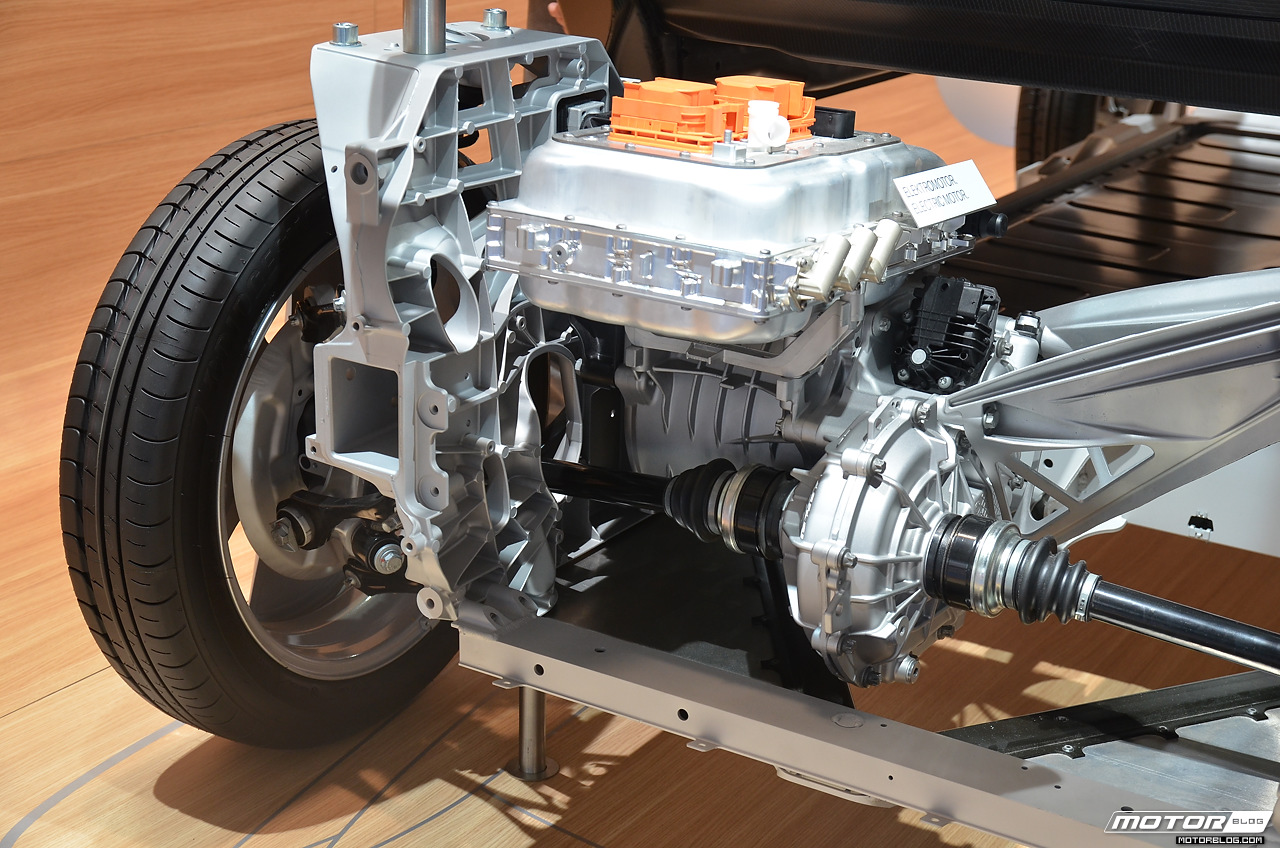
Antrieb des BMW i3

Der Elektromotor zum Antrieb wurde von BMW selbst entwickelt und im Werk Landshut produziert. Er wiegt etwa 50 kg und ist im Heck unterhalb des Kofferraumes eingebaut. Es ist ein hybriderregter Synchronmotor, das bedeutet, dass er hauptsächlich mit Permanentmagneten aus NdFeB erregt wird und zusätzlich eine Erregung mit elektrischem Strom, wie sie bei Reluktanzmaschinen eingesetzt wird, stattfindet. Die Verwendung von Metallen der Seltenen Erden kann so gegenüber konventionellen permanenterregten Synchronmotoren um 30 bis 50 % reduziert werden. Er hat eine Spitzenleistung von 125 kW (170 PS) und ein maximales Drehmoment von 250 Nm. Beim i3s ist die Spitzenleistung 10 kW höher und beträgt 135 kW. Die Polpaarzahl ist 6 und die Maximaldrehzahl 11 400/min. Er treibt die Hinterräder über ein Einganggetriebe mit zweistufiger Stirnraduntersetzung an. Das Übersetzungsverhältnis beträgt 9,665.
Der Motor ist vom Typ IB1P23M0. Der Antrieb des i3 wird inzwischen auch im Mini Cooper SE mit Vorderradantrieb eingesetzt; er ist seit 2020 auf dem Markt.

### Fahrleistungen
Die Höchstgeschwindigkeit des Fahrzeugs wird auf 150 km/h begrenzt, von 0 auf 100 km/h beschleunigt der Wagen in 7,2 Sekunden. Der durchschnittliche Energieverbrauch im Fahrzyklus beträgt 12,9 kWh auf 100 km. Die Reichweite soll damit rund 130 bis 160 km, mit einem „Eco Pro+“ genannten Energiesparmodus rund 200 km betragen (Werte für die 60-Ah-Version ohne REX). Der i3 mit dem 94-Ah-Akku ohne REX beschleunigt in 7,3 Sekunden von 0 auf 100 km/h. Der BMW i3s mit höherer Spitzenleistung benötigt für den Sprint auf 100 km/h lediglich 6,9 Sekunden. Die Höchstgeschwindigkeit des i3s ist auf 160 km/h begrenzt.

### Range Extender
Mit der Markteinführung war als Sonderausstattung ein mit Benzin betriebener Reichweitenverlängerer (Range Extender, REX) lieferbar, womit der i3 zum Plug-in-Hybrid wird. Ein wassergekühlter Zweizylinder-Reihen-Ottomotor erzeugt aus 647 cm³ Hubraum eine Nennleistung von 28 kW (38 PS) bei einer Drehzahl von 5000/min und ein maximales Drehmoment von 55 Nm bei 4500/min. Er hat eine Bohrung von 79 mm und einen Hub von 66 mm bei einem Verdichtungsverhältnis von 11,6 : 1 und trägt die Bezeichnung W20K06U0. Seine zwei kettengetriebenen obenliegenden Nockenwellen betätigen über Tassenstößel vier Ventile pro Zylinder. Der gleiche Motor wird in einer leistungsstärkeren Version seit 2012 in den Motorrollern BMW C 650 GT und BMW C 600 Sport verwendet.
Der an den Motor angeschlossene Generator kann bei 5000/min eine elektrische Leistung von maximal 26,6 kW einspeisen.
Durch die zusätzliche (chemische) Energie aus einem vorn untergebrachten 9-Liter-Kraftstoffank, dessen Einfüllstutzen am rechten vorderen Kotflügel ist, verlängert sich die Reichweite um etwa 120 bis 150 km. Er kann gestartet werden, sofern der Ladezustand des Akkumulators unter 75 % gesunken ist, oder springt automatisch an, wenn der Ladezustand des Akkumulators eine bestimmte Schwelle (7 %) unterschreitet. Der Motor dient dabei nur dem Halten des Ladezustands des Akkumulators und lädt diesen nur soweit wieder auf, wie der Ladestand beim Aktivieren des Range Extenders war. Zudem startet der Motor gelegentlich automatisch, um eine zu lange Stillstandszeit zu vermeiden.
Beim amerikanischen Modell wird der Motor in der Praxis nach einer regelbasierten Strategie betrieben. Ob der Motor überhaupt betrieben wird bzw. die Drehzahl des Motors, ist abhängig vom Ladestand der Batterie und der Fahrgeschwindigkeit. Bei einer Drehzahl von 4300/min wird vom Motor eine mechanische Leistung von 25 kW abgegeben, die in 23,5 kW elektrische Leistung umgewandelt wird. Dies liegt deutlich unter der Spitzenleistung von 125 kW des Antriebsmotors.
Die Abwärme des Range Extenders wird nicht zum Heizen des Fahrzeugs verwendet, er hat einen eigenen abgetrennten Kühlkreislauf. Mitarbeiter der RWTH Aachen untersuchten 2015 anhand des BMW i3, ob eine Betriebsstrategie gefunden werden kann, bei der sich die Abwärme noch nutzen lässt, ohne den Geräuschkomfort zu vermindern.
Der Range Extender ist nicht für den Alltagsbetrieb konstruiert worden, sondern dazu vorgesehen, die nächste Ladestation zu erreichen.
Im Oktober 2018 wurde bekannt, dass der Range Extender mit der Einführung des 42,2-kWh-Akkus in manchen Märkten eingestellt wird.

### Batterietechnik

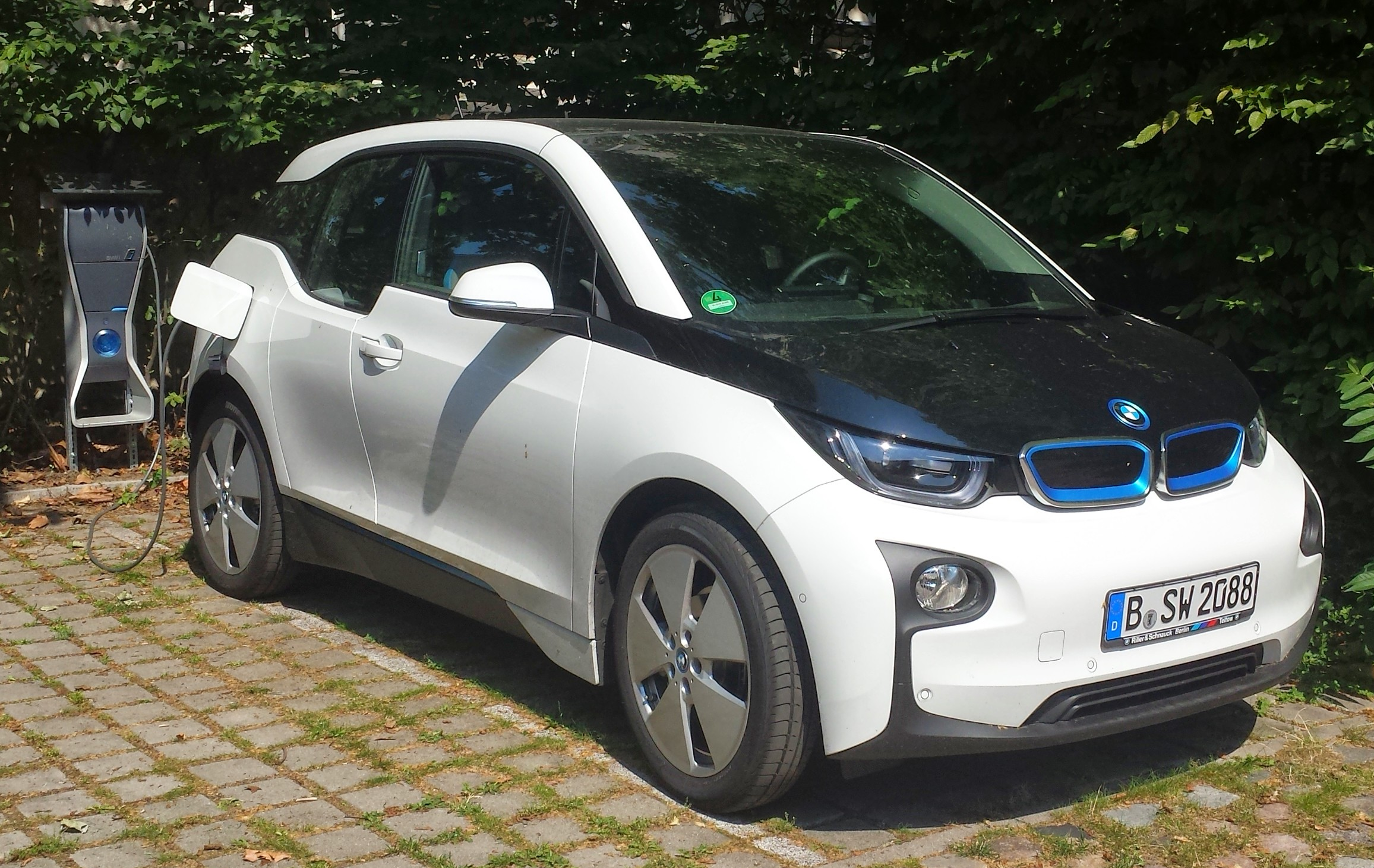
Ein i3 an einer BMW i Wallbox

Als Antriebsbatterie werden im BMW i3 in 8 Modulen insgesamt 96 großformatige Lithium-Ionen-Akkumulatorzellen des Zulieferers Samsung SDI verwendet. Die Batterie ist im Fahrzeugboden unter den Passagieren verbaut. An der Unterseite des Batteriekastens ist eine Konditionierungseinheit aus Heiz- und Kühlelementen angebracht.
Die Zellen des ursprünglichen Modells von 2013 sind mit 60 Ah Ladungskapazität angegeben, was die Strommenge angibt, die insgesamt entnommen werden kann. Allerdings sinkt die Spannung beim Entladen (von über 4 Volt auf etwas über 3 Volt); deshalb gibt man eine durchschnittliche bzw. effektive Spannung einer Zelle bzw. aller 96 an. Aus Gründen der Haltbarkeit lässt man die Zellen weder bis zum Maximum aufladen noch bis auf Null tiefentladen, sondern lädt und entlädt sie nur in einem bestimmten Spannungsfenster.
| i3-Version | Kapazität, brutto | …, nutzbar | Nennspannung |
| ---------- | ----------------- | ---------- | ------------ |
| 060 Ah     | 22,0 kWh          | 18,8 kWh   | 360 V        |
| 094 Ah     | 33,2 kWh          | 27,2 kWh   | 353 V        |
| 120 Ah     | 42,2 kWh          | 37,9 kWh   | 352 V        |

Trotz verdoppelter Nennkapazität ist die Größe der Zellen gleich geblieben und die Masse nur unwesentlich gestiegen. Die geänderte Zellchemie erfordert etwas vorsichtigere Behandlung, d. h. niedrigere Spannungen. Die Nennspannung sind bei neueren Generationen jeweils etwas abgesenkt worden. Daher sind die tatsächlichen Energie-Kapazitäten etwas geringer als die Namen bzw. Ladungskapazitäten suggerieren.
Das BMW i Battery Certificate garantiert für 8 Jahre oder 100.000 km Laufleistung, je nachdem, was zuerst eintritt, mindestens 70 % verbleibende Batteriekapazität. Nach einem Dauertest von 100.000 km, allerdings teilweise mit dem Range-Extender gefahren, wurden noch 82 Prozent Restkapazität gemessen.
Zur Versorgung des Bordnetzes hat das Fahrzeug eine 12-V-Batterie.

#### Weiternutzung alter Batterien
BMW will in Zusammenarbeit mit Vattenfall verschlissene Antriebsbatterien im „Second-Life“ wiederverwenden. Bis zu 1000 Batterien aus dem Werk in Dingolfing mit einer Kapazität von jeweils 33 kWh sollen als Ergänzung von Windparks elektrische Regelleistung bereitstellen.
Seit Oktober 2017 gibt es im BMW-Werk Leipzig einen stationären Speicher aus 500 alten und neuen Batterien des BMW i3 zum Ausgleich von Stromschwankungen. In derselben Funktion erfolgt ein Einsatz für die Stadt Hamburg im Fährterminal im Hamburger Hafen als Großspeicher mit einer Kapazität von zwei Megawattstunden.

#### Verwendung in anderen Sparten
Der Bootsantriebsdienstleister Torqeedo setzt die Batterieeinheiten auch in Wasserfahrzeugen wie z. B. dem Kaiser K625 ein.
Seit März 2020 fasst der Stromspeicherhersteller Fenecon die Antriebsbatterien mit einem Open-Source-basierten Energiemanagementsystem in Industriespeichersystemen zusammen mit Leistungen von 88 kW bis in den Multi-MW-Bereich und Kapazitäten von 74 kWh bis Multi-MWh. Die Systeme sind Plug&Play ans Niederspannungsnetz anschließbar.

### Ladefähigkeit

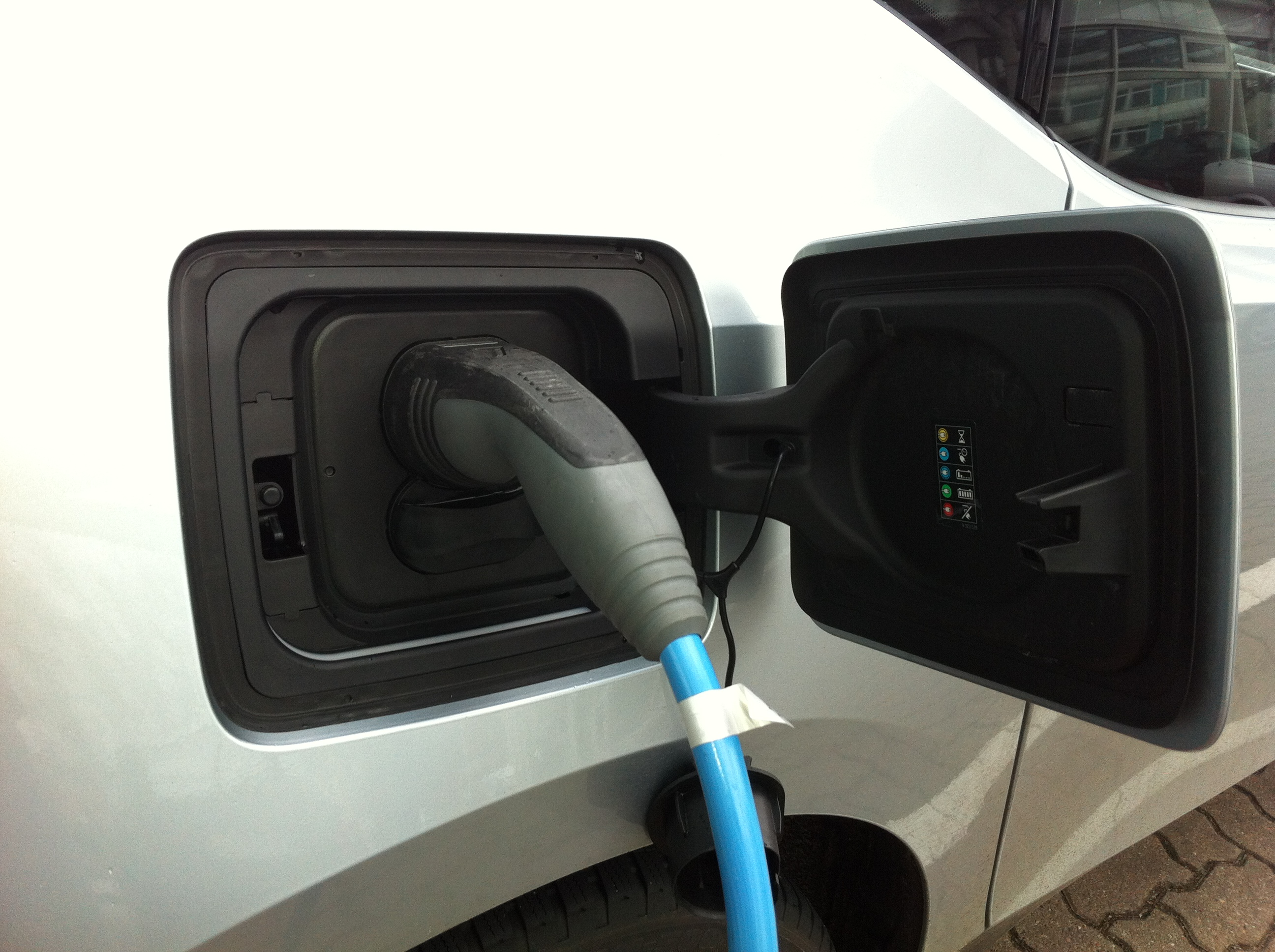
Laden des i3

Zum Laden der Antriebsbatterie stehen folgende Möglichkeiten zur Verfügung – teilweise als Sonderausstattung:
- An einer Ladestation mit Typ-2-Stecker kann standardmäßig 16 A Wechselstrom geladen werden. Eine volle Ladung dauert sechs bis acht Stunden.[56] Über den stärkeren Bordlader (anfänglich optionalen, später serienmäßigen, 11 kW) kann die Aufladung in drei bis vier Stunden erfolgen. Als passendes Zubehör ist die Wandladestation BMW Wallbox mit maximal 4,6 kW lieferbar. Sie benötigt einen mit 20 A abgesicherten einphasigen 230-V-Anschluss.[57]
- An einer haushaltsüblichen 230-V-Steckdose kann mit Hilfe des serienmäßigen ICCB-Ladekabels mit 12 A geladen werden. Eine volle Ladung dauert nach Herstellerangabe acht Stunden. Die gewünschte Stromstärke kann am i3 weiter reduziert werden, um auch bei schwacher Absicherung noch einen Ladevorgang zu ermöglichen, der sich entsprechend verlängert.
- In Nordamerika kann auf Level 1 mit dem Occasional Use Cable über eine haushaltsübliche Steckdose NEMA 5-15 mit 120 V Wechselspannung geladen werden. Die Ladezeiten betragen 18 Stunden bei der 60-Ah-Variante und 28 Stunden bei der 94-Ah-Variante.[58] Der Ladeanschluss am Fahrzeug ist ein SAE J1772.
- Mit Level 2, über das zusätzlich erwerbbare BMW TurboCord, lässt sich das Fahrzeug in Nordamerika mit 240-V-Wechselstrom und 20 A bei 3,6 kW laden. Die benötigte Steckdose ist eine NEMA 6-20R. Die Ladezeit beträgt hier 5 Stunden für die 60-Ah-Variante und 8 Stunden für die 94-Ah-Variante.[59]
- Kürzere Ladezeiten lassen sich per Gleichstromladung über das Combined Charging System (CCS) realisieren. Die dazu notwendige fahrzeugseitige Combo-2-Ladebuchse und Elektronik wurde als Sonderausstattung im Paket zusammen mit dem stärkeren Bordlader angeboten und war seit 2018 Serienausstattung.[60] Mit einer Leistung von 50 kW dauert die Aufladung auf 80 % gut 20 Minuten. Bei weiter steigendem Füllstand wird der Ladestrom zurückgeregelt. So dauert die Aufladung von 80 % auf 90 % ebenfalls etwa 20 Minuten, und die Ladung von 90 % auf 100 % rund eine halbe Stunde.
- In der japanischen Ausführung ist die Gleichstromladung mittels CHAdeMO-Standard verfügbar.[61]
- Evatran bietet in den USA seit Ende 2016 ein kabelloses Ladesystem für den BMW i3 an.[62]

Folgende Ladeleistungen werden erzielt:
| i3-Version | Steckdose 120 V, 12 A | Schuko-Steckdose 230 V, 12 A (1) | Typ-2-Ladestation | Typ-2-Ladestation | Combined Charging System, CCS |
| i3-Version | Steckdose 120 V, 12 A | Schuko-Steckdose 230 V, 12 A (1) | einphasig 32 A    | dreiphasig 16 A   | Gleichstrom                   |
| ---------- | --------------------- | -------------------------------- | ----------------- | ----------------- | ----------------------------- |
| 060 Ah     | 1,4 kW                | 2,7 kW (2)                       | 7,4 kW (3)        | 7,4 kW            | 50 kW                         |
| 094 Ah     | 1,4 kW                | 2,7 kW (2)                       | 3,6 kW            | 11 kW             | 50 kW                         |
| 120 Ah     |                       | 2,7 kW (2)                       | 3,6 kW            | 11 kW             | 50 kW                         |

### Karosseriewerkstoff CFK

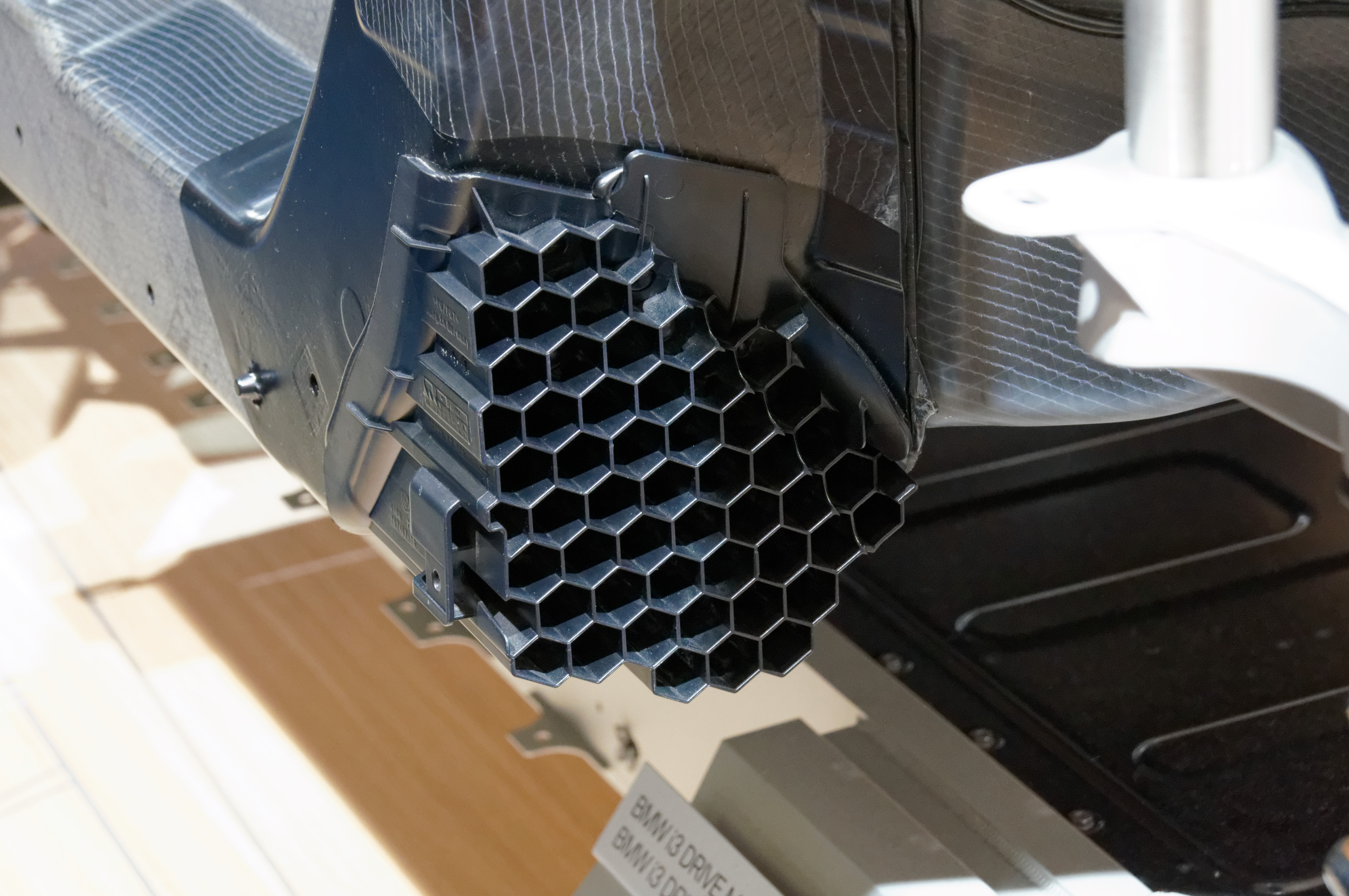
Wabenstruktur eines Kunststoffelements zur Energieabsorption bei einem Frontaufprall. Dahinter die dunkelgraue i3-Karbonkarosserie.

CFK wird unter anderem im Motorsport und in der Luftfahrt verwendet. Problematisch ist, dass kohlenstofffaserverstärkter Kunststoff derzeit noch mehrfach teurer ist als Stahl. Während andere Hersteller auf konventionelle Materialien setzten, wollte BMW die Kosten von Teilen aus CFK durch die Serienproduktion auf ein Zehntel senken. Die Fahrgastzelle des i3 benötigt ein Drittel weniger Teile als bei Stahlblechverwendung, das Produktionsverfahren ist beispielsweise zeitsparend, und die kathodische Tauchlackierung entfällt.
SGL Carbon produzierte die Fasern in einem mehrstufigen Prozess aus Polyacrylnitril, dessen Präkursoren aus Japan von Mitsubishi Rayon zugeliefert wurden, in einer Fabrik in Moses Lake im US-Bundesstaat Washington. Die Energie für die Herstellung wurde ausschließlich regenerativ aus lokal verfügbarer Wasserkraft gewonnen. Im oberpfälzischen Wackersdorf werden die Gelege hergestellt; es wurden Hallen des früheren Geländes der WAA genutzt; auf 7500 Quadratmetern werden hierfür vier Wirkmaschinen arbeiten.
Die Verwendung von CFK als Karosseriewerkstoff in der Serienproduktion für den i3 ist bei BMW jedoch kein Neuland: Im BMW-Werk Landshut werden bereits seit dem Jahr 2010 Pressen eingesetzt, um die CFK-Dächer für den BMW M3 und M6 herzustellen. Mit Investitionen von 40 Millionen Euro sollen in Zukunft drei große Pressen betrieben werden, die aus den in Harz (Huntsman Advanced Materials Araldite LY 3585 mit Härter XB 3458) getränkten Gelegen im High-pressure resin transfer molding (HP-RTM) bei 100 °C und mehr als 40 bar in weniger als zehn Minuten Karosserieteile produzieren. Davor werden mit dem Bindemittel Araldite LT 3366 die Ausrichtung und Geometrie der Teile fixiert. Bisher waren dazu geschlossene Öfen mit Temperaturen von 500 °C und mehrere Stunden nötig. Die Neuerung betrifft die Zusammensetzung des Harzes und den größeren Druck.
Bei der Entwicklung wurde für den Werkstoff ein Recyclingkonzept erarbeitet. Schon beim Serienstart des i3 stammten 10 % des CFK aus recyceltem Material. Beispielsweise wird Carbonfaser-Recycling-Material, das bei der Herstellung der i3-Karosserie anfällt, als Sitzschale der Rückbank weiterverarbeitet.

### Fahrwerk
Einige Teile des Fahrwerks bestehen aus Aluminium; dabei ist über die Hälfte von Sekundär- und „grünes“ Aluminium. Die Räder sind einzeln aufgehängt: vorne an MacPherson-Federbeinen und Querlenkern, hinten ist eine Mehrlenkerachse eingebaut.
Die Lenkung arbeitet mit Ritzel und Zahnstange, an allen Rädern sitzen hydraulisch betätigte Scheibenbremsen, die aber nur beim starken Bremsen gebraucht werden, da der Motor die meisten Bremsvorgänge übernimmt und ein Teil der Bremsenergie in die Batterien zurückgespeist werden kann (Rekuperation).

### Reifen
Um den Rollwiderstand zu minimieren, war das Fahrzeug mit recht großen, aber schmalen Reifen ausgestattet. Der Erstausrüster Bridgestone, der von BMW mit der Entwicklung beauftragt wurde, nannte das Konzept „Ologic“. Serienmäßig wurde er mit der Reifendimension 155/70 R19 ausgeliefert. Die Version mit Range Extender war serienmäßig mit breiteren Reifen der Dimension 175/60 R19 an der Hinterachse ausgestattet. Für beide Versionen waren auf Wunsch auch 20-Zoll-Räder erhältlich.
Der BMW i3s, sowie der BMW i3 mit Sportpaket, wurden mit Reifen der Dimension 175/55 R20 vorne und 195/50 R20 hinten ausgeliefert.

## Entwicklung und Vertrieb
Der BMW i3 ist aus dem Projekt „Megacity Vehicle“ (MCV) von BMW und SGL Carbon zur Verringerung des Gewichts zukünftiger Autos hervorgegangen. Das Konzeptfahrzeug BMW i3 Concept wurde auf der IAA 2011 erstmals öffentlich gezeigt. BMW-Vorstandsvorsitzender Norbert Reithofer sagte im September 2011, er wolle das neue Elektroauto i3 in Großserie fertigen und zu einem bezahlbaren Preis auf den Markt bringen: „Der i3 wird günstiger als ein 5er-BMW sein“, so Reithofer.
Das Konzeptfahrzeug wurde mit tief verglasten Türen vorgestellt, die jedoch nicht in die Serienproduktion übernommen wurden. Die Vorstellung der Serienversion fand am 29. Juli 2013 in New York, London und Peking statt. Die Produktion in Leipzig begann am 18. September 2013. Erstmals auf einer Messe war der i3 auf der IAA 2013 zu sehen. BMW brachte den elektrischen Kleinwagen in Deutschland ab 34.950 Euro und in vier Interieurversionen (Atelier, Loft, Lodge und Suite) auf den Markt.
Die Fahrzeuge werden unter der Submarke BMW i angeboten, im Rahmen des Projekts entstand auch ein „BMW i8“ genannter Hybrid-Sportwagen. Der Vertrieb erfolgt in Deutschland über 33 BMW-Partner und 14 Niederlassungen, die direkt von BMW ausgewählt wurden und spezielle Verträge erhalten. Für Reparaturen von Unfallschäden an den neuen Karosserien sind (Stand 2013) in Deutschland drei Carbon-Center geplant.
In den USA erfolgte die Markteinführung im Mai 2014.
Entgegen ursprünglicher Ankündigungen, den i3 bis 2023 oder 2024 zu bauen, wurde im Sommer 2022 die Produktion beendet. Man brauche die Produktionskapazität in Leipzig für den iX1 und den elektrischen Mini Countryman, so BMW.

### Modellpflege
Die ursprüngliche Version nutzte prismatische Zellen von Samsung SDI mit einer Kapazität von zunächst 60 Ah. Nachdem Samsung die Zellen auf 94 Ah verbessert hatte, übernahm BMW diese. Am 2. Mai 2016 wurde die neue 94-Ah-Version des BMW i3 mit einem 33-kWh-Akkumulator vorgestellt, der damit eine um etwa 50 % größere Kapazität und elektrische Reichweite besitzt. Er wurde ab Juli 2016 ausgeliefert. Die Reichweite im genormten NEFZ-Fahrzyklus beträgt 312 km mit der Serienbereifung (155/70 R19) und 300 km mit den Optionsrädern mit Mischbereifung (175 mm breite Reifen hinten). BMW gibt eine realistische Reichweite von etwa 200 km unter Alltagsbedingungen an.

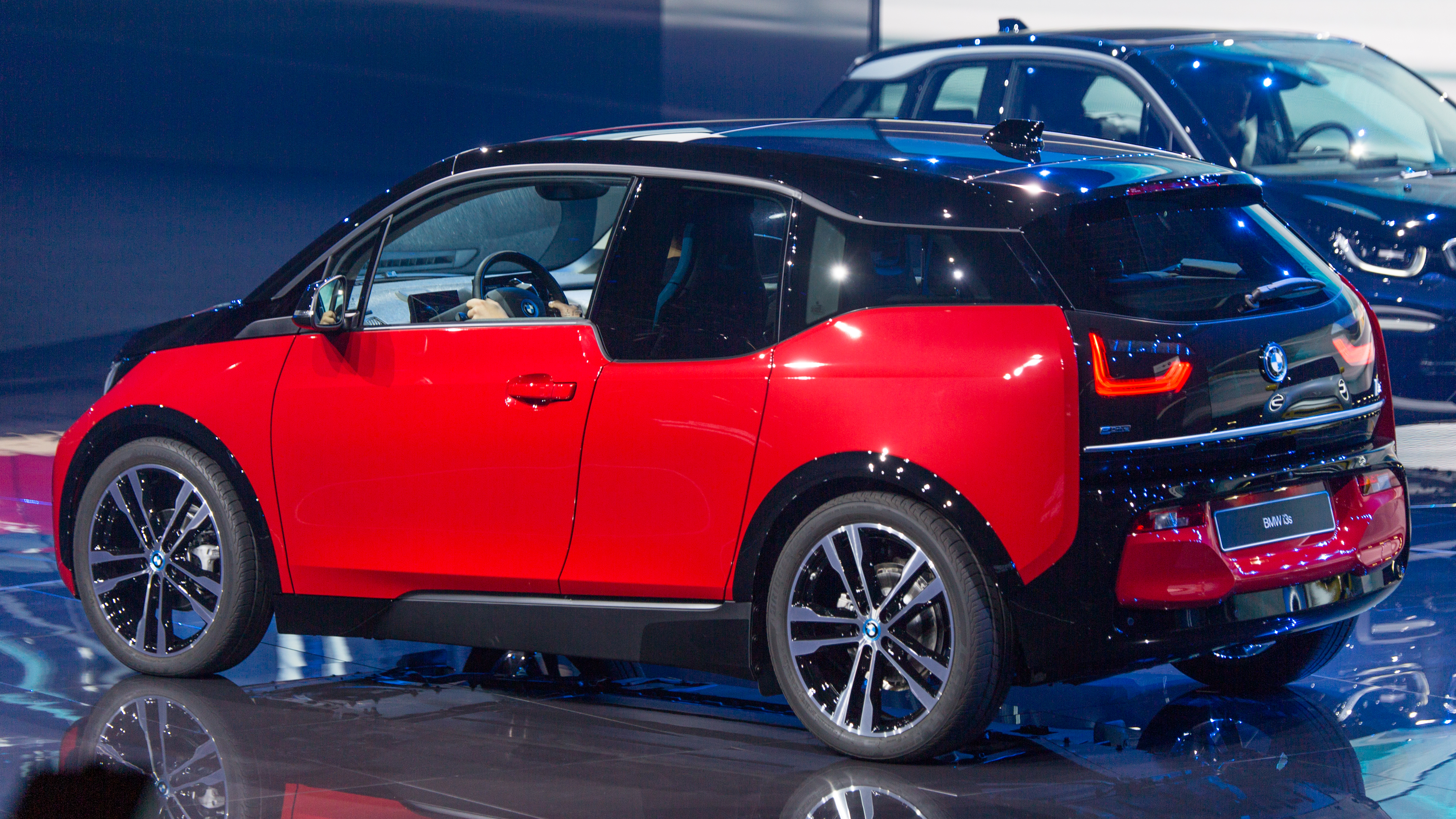
i3s bei seiner Weltpremiere auf der IAA 2017

Am 29. August 2017 stellte BMW das Modell Life Cycle Impulse (LCI) des BMW i3 vor sowie das Modell i3s; beide wurden dann auf der IAA 2017 präsentiert. Die Karosserie wurde leicht angepasst, um das Fahrzeug breiter wirken zu lassen, auch die Überhänge haben minimal zugenommen, so dass die Gesamtfahrzeuglänge um einen Zentimeter anwuchs. Präsentiert wurden die beiden neuen Fahrzeuge in zwei erstmals für den i3 erhältlichen Farben, die bereits aus anderen Modellreihen von BMW bekannt sind (Melbourne Rot und Imperialblau). Bei der Lackierung werden A-Säule und Seitenlinie des Dachs nicht mehr in Wagenfarbe, sondern in schwarz ausgeführt, um das Fahrzeug flacher wirken zu lassen. Zu den technischen Neuerungen zählen die serienmäßigen Voll-LED-Scheinwerfer, bei denen erstmals auch das Fernlicht in LED ausgeführt wird. Das Standardladekabel für die Haushaltssteckdose hat nun einen Temperatursensor. Beim BMW i3s werden die Reifen nochmals 20 mm breiter, so wird die 20-Zoll-Serienbereifung mit 175/55 vorn und 195/50 hinten ausgeführt.

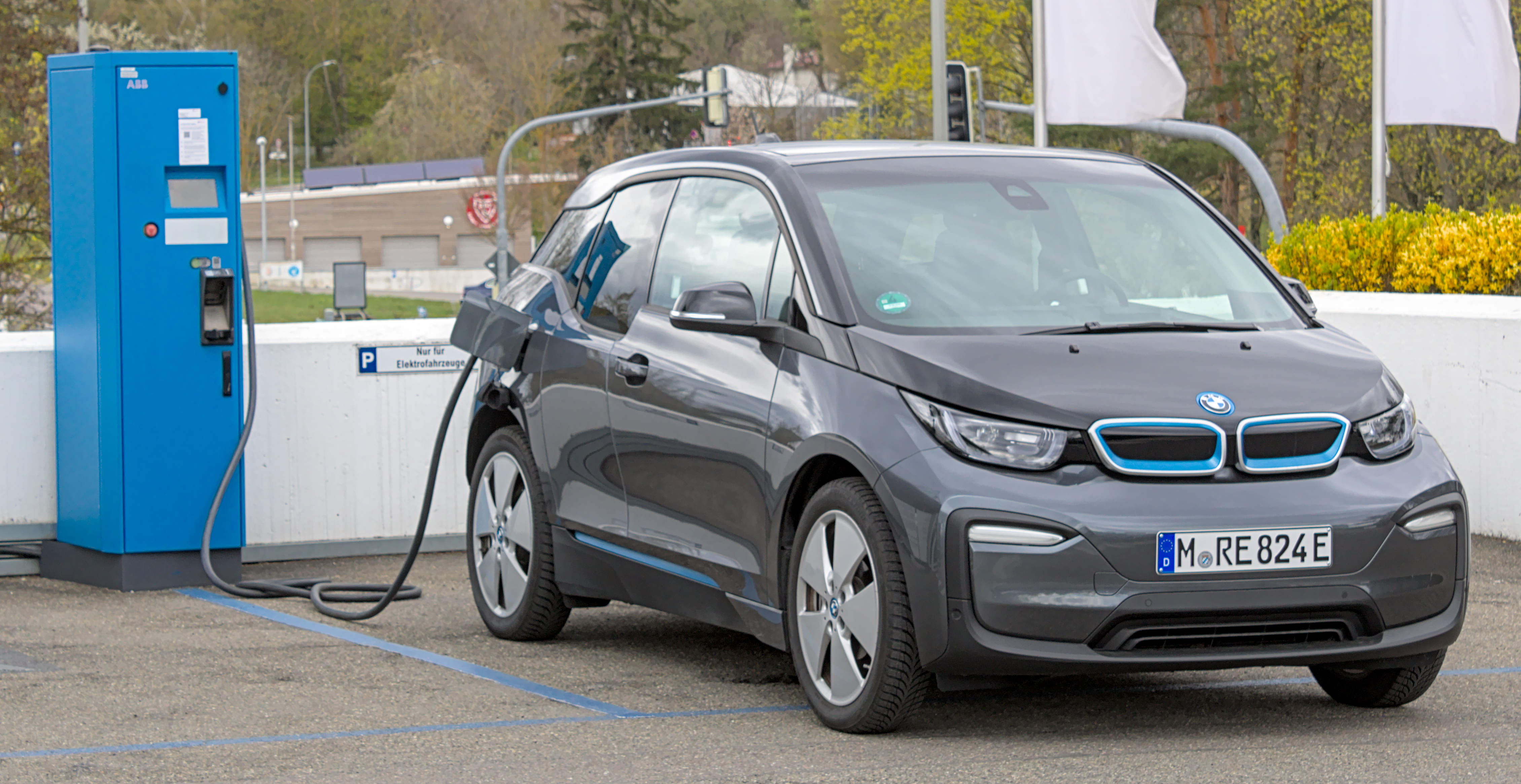
i3 Facelift 2018

Im September 2018 wurde der BMW i3 120 Ah vorgestellt. Der Energieinhalt des Akkumulators ist auf nun 42,2 kWh gesteigert, es werden 120-Ah-Zellen von Samsung SDI verwendet, die von Samsung bereits 2016 vorgestellt wurden. Somit verfügt der BMW i3 120 Ah über fast die doppelte Kapazität im Vergleich zu der 60-Ah-Variante von 2013. Der BMW i3s ist ebenfalls mit den neuen Zellen erhältlich, die Varianten mit Range Extender entfallen auf dem europäischen Markt, werden in den USA aber weiterhin angeboten. BMW gibt nun eine praxisnahe Reichweite von 260 km an. Die neue Variante konnte ab 8. Oktober 2018 bestellt werden, die Auslieferung startete im November 2018. Die Optionen DC-Schnellladen und dreiphasiges Wechselstromladen mit 11 kW sind nun serienmäßig erhältlich, ausstattungsbereinigt sinkt der Basispreis um 540 €.

## Kritik

### Telemetrie
Der BMW i3 sendet über ein eigenes Mobilfunkmodul z. B. bei jedem Ausschalten Daten an BMW; zu Beginn unverschlüsselt, seit einem Update 2015 verschlüsselt: den technischen Zustand des Fahrzeugs, den gewählten Fahrmodus und die letzten Ladepositionen. So erfährt BMW per Last State Call beispielsweise, wann das Auto morgens gestartet wird, wie schnell es unterwegs war und wie viel Strom es verbraucht hat. Darüber könnte ein Bewegungsprofil des Fahrzeugs erstellt werden, was dann auch personenbezogene Rückschlüsse ermöglichte. GPS-Daten werden selbst dann erhoben und versendet, wenn im Einstellmenü die GPS-Ortung „ausgeschaltet“ ist. Viele dieser Daten lassen sich auch nachträglich leicht aus dem Steuergerät auslesen/rekonstruieren, z. B. durch den Käufer eines Gebrauchtwagens oder einen Werkstatt-Techniker, womit Schlüsse auf die letzten Wochen Gebrauch des (vorherigen) Fahrzeugnutzers möglich sind. Auch andere aktuelle BMW-Modelle verfügen über diese Technik und senden ähnliche Nutzungsdaten an BMW.
Im Jahr 2015 wurden Sicherheitslücken der Übertragung der Daten per Funkeinheit in Bezug auf sogenannte „Replay“-Angriffe bekannt. Mittlerweile wurde diese Lücke über eine durch Mobilfunk ausgelöste Konfigurationsänderung geschlossen; die Übertragungen wurden mittels der Aktivierung der Transportverschlüsselung der Daten und der Überprüfung des Zertifikats des kommunizierenden Servers gesichert.

### Range Extender
Im Betrieb ausschließlich mit Range Extender hat der i3 einen recht hohen Benzinverbrauch, der nicht offiziell angegeben wird. Die Reichweite ist wegen der kleinen Tankgröße gering.

## Bedeutung
Wirtschaftswoche-Redakteur Martin Seiwert schrieb im März 2021, der BMW-Vorstand habe vor rund zehn Jahren einem Team („Project i“) gestattet, „so kreativ und konsequent über die Zukunft des Autos nachzudenken, wie wohl keine andere Entwicklertruppe der Branche.“ Der BMW i3 setze technisch bis heute in manchen Bereichen Maßstäbe.
Als sich der erhoffte Verkaufserfolg nicht einstellte, habe BMW der Mut verlassen und sei
in eine Elektro-Depression gefallen, von der das Unternehmen sich bis dato nicht erholt habe. Allerdings habe BMW durch den i3 Kompetenzen bei der Batterieentwicklung und für die Batterieproduktion in Deutschland mit dem chinesischen Marktführer CATL einen starken Partner gewonnen. BMW kenne sich mit Elektromotoren aus, sei bei Digitalisierung und Software weiter als Volkswagen und gelte bei Nachhaltigkeitsthemen als führend in der Branche. Dadurch sei ein schneller Hochlauf mit einer neuen E-Auto-Generation möglich.

## Flottenbetrieb

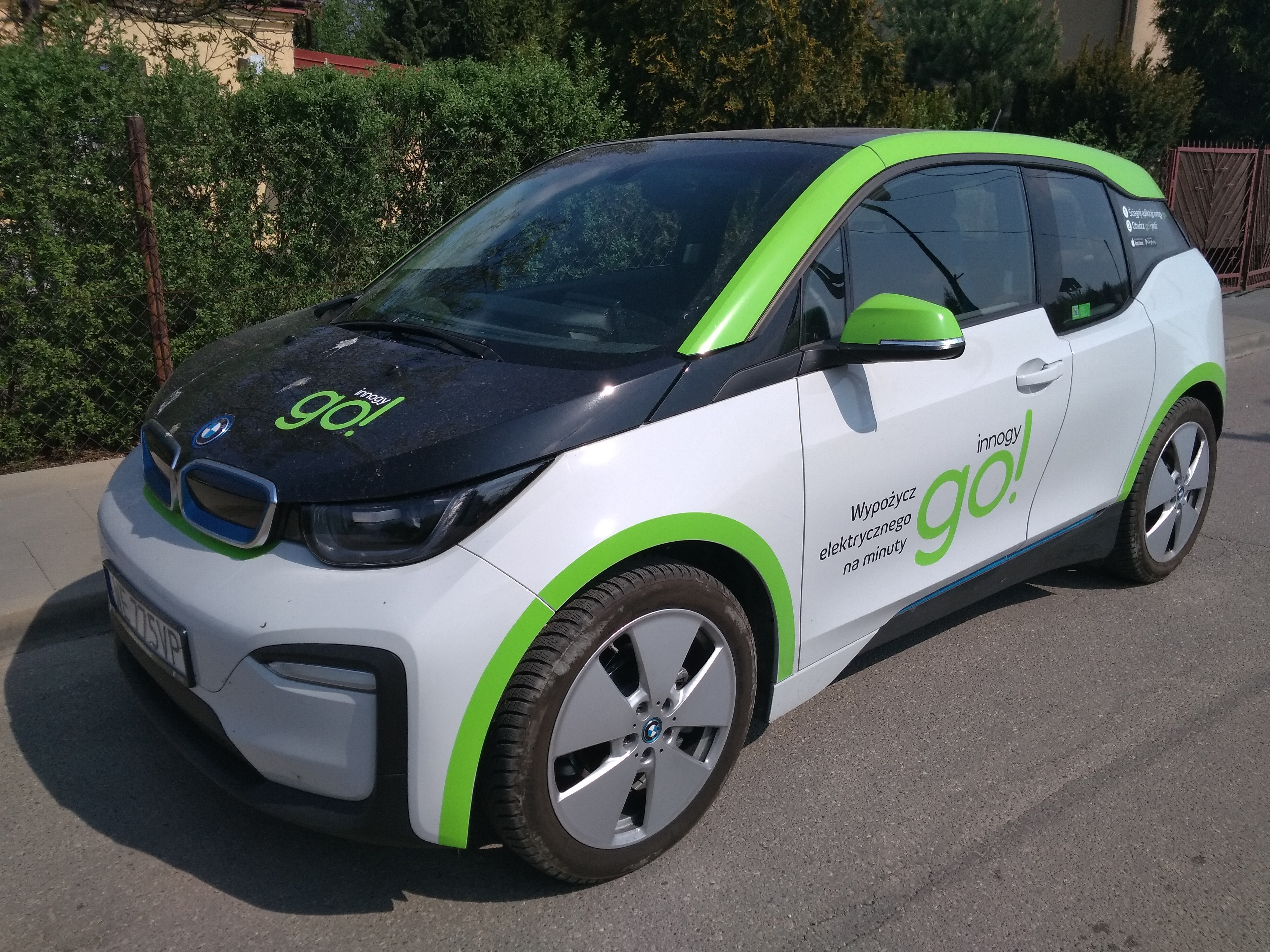
Carsharing-Fahrzeug von Innogy

BMW i3 sind in vielen Städten und Kommunen Teil von Carsharing-Angeboten. Beispiele sind: In der dänischen Hauptstadt Kopenhagen wurde ab Mitte 2015 eine aus 400 Fahrzeugen bestehende Flotte bei dem herstellereigenen Dienst DriveNow eingesetzt. Im britischen London waren 180 Fahrzeuge Anfang 2019 bei DriveNow verfügbar. 500 BMW i3 hat Innogy in Warschau seit Anfang 2019 im Einsatz.
Auch Polizeibehörden nutzen den BMW i3. Zehn Fahrzeuge sind bei der Polizei Bayern im Einsatz. Eingesetzt werden sie für planbare Fahrten. Kritisiert werden die Reichweite und das Platzangebot. Das Los Angeles Police Department (LAPD) leaste 2016 100 Fahrzeuge, bis 2018 wurden diese jedoch wenig genutzt.

## Sonderausführungen
Auf dem amerikanischen Markt gab es Ende 2015 den i3 in der „Shadow Sport Edition“.
Im Juni 2019 wurden auf 49 Stück limitierte BMW i3s in der „San Marino Edition“ in der Schweiz verkauft. Die Farbe war immer „San Marino Blau“. In der Edition enthalten war ein E-Scooter der Firma Micro Mobility Systems, ebenfalls in „San Marino Blau“ lackiert.
Im Herbst 2019 erschien das auf 1000 Stück begrenzte Sondermodell „Edition Roadstyle“.
Zur Consumer Electronics Show (CES) 2020 in Las Vegas baute BMW eine Testflotte aus 20 i3 Urban Suite auf. Im Gegensatz zu den Serienmodellen haben sie nur zwei Sitze, der Beifahrersitz wurde durch eine Fußstütze ersetzt.
Die letzten zehn produzierten i3 wurden als „HomeRun Edition“ gefertigt.

## Galerien

### Konzeptfahrzeuge

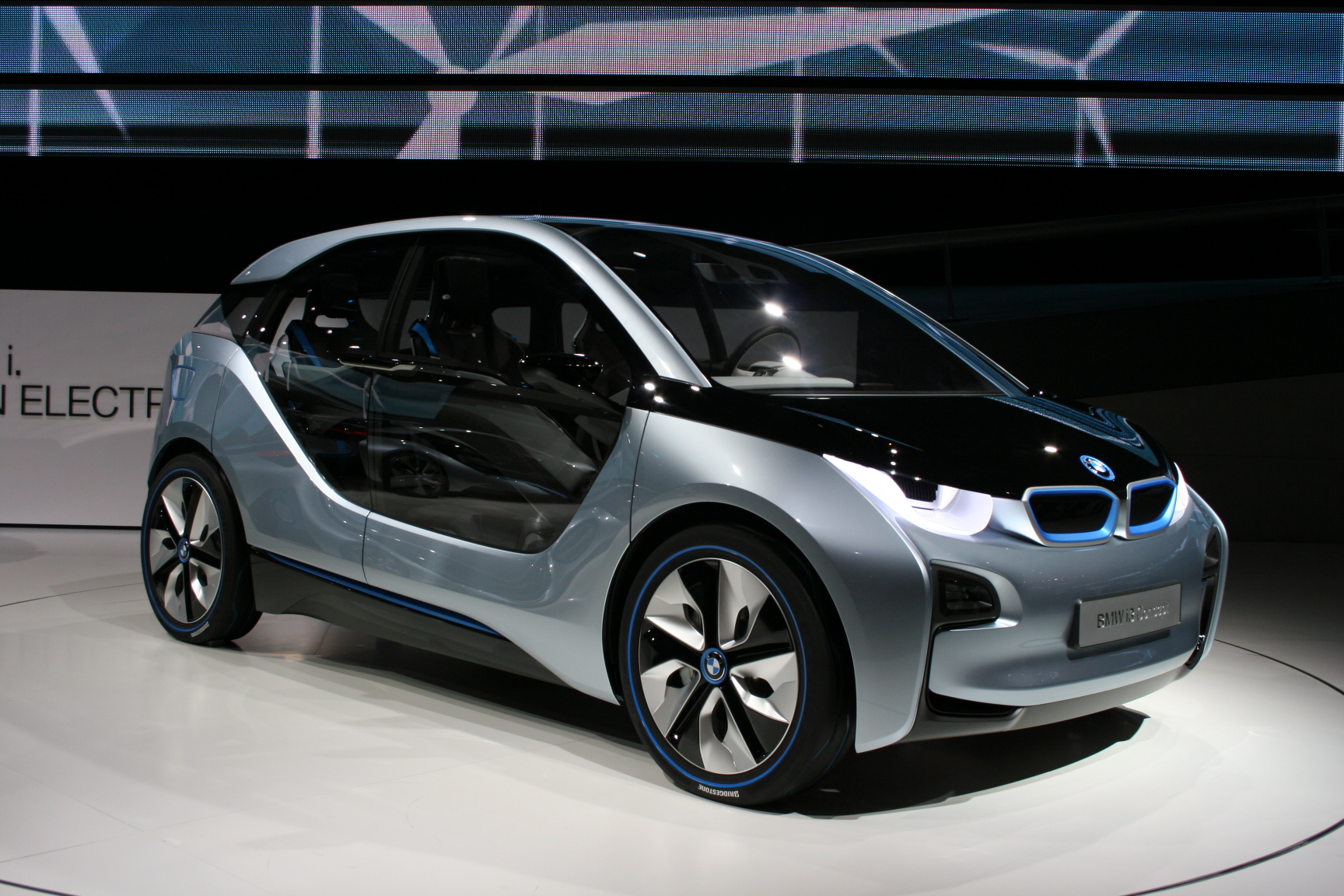
BMW i3 Concept Frontansicht
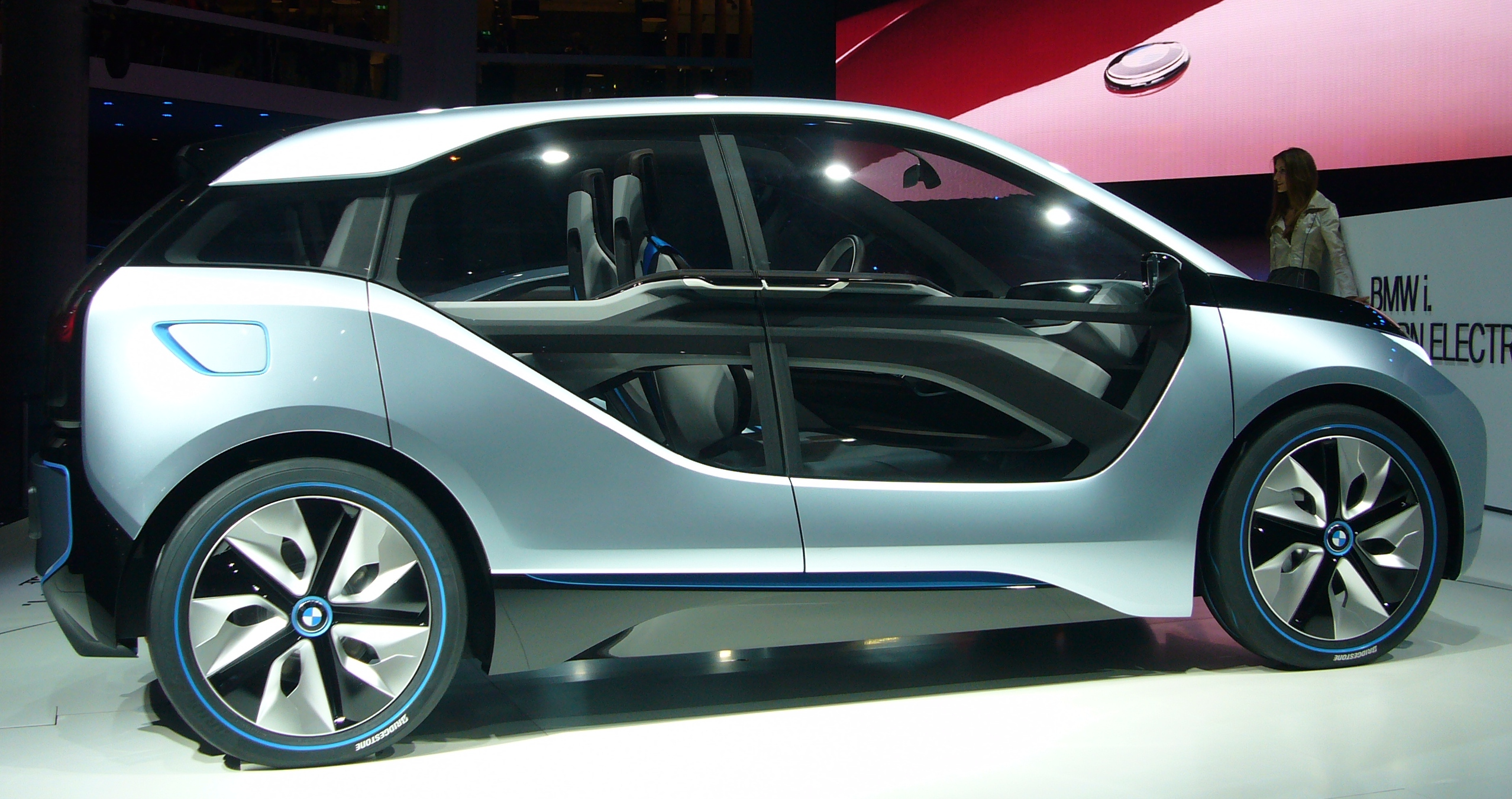
BMW i3 Concept Seitenansicht
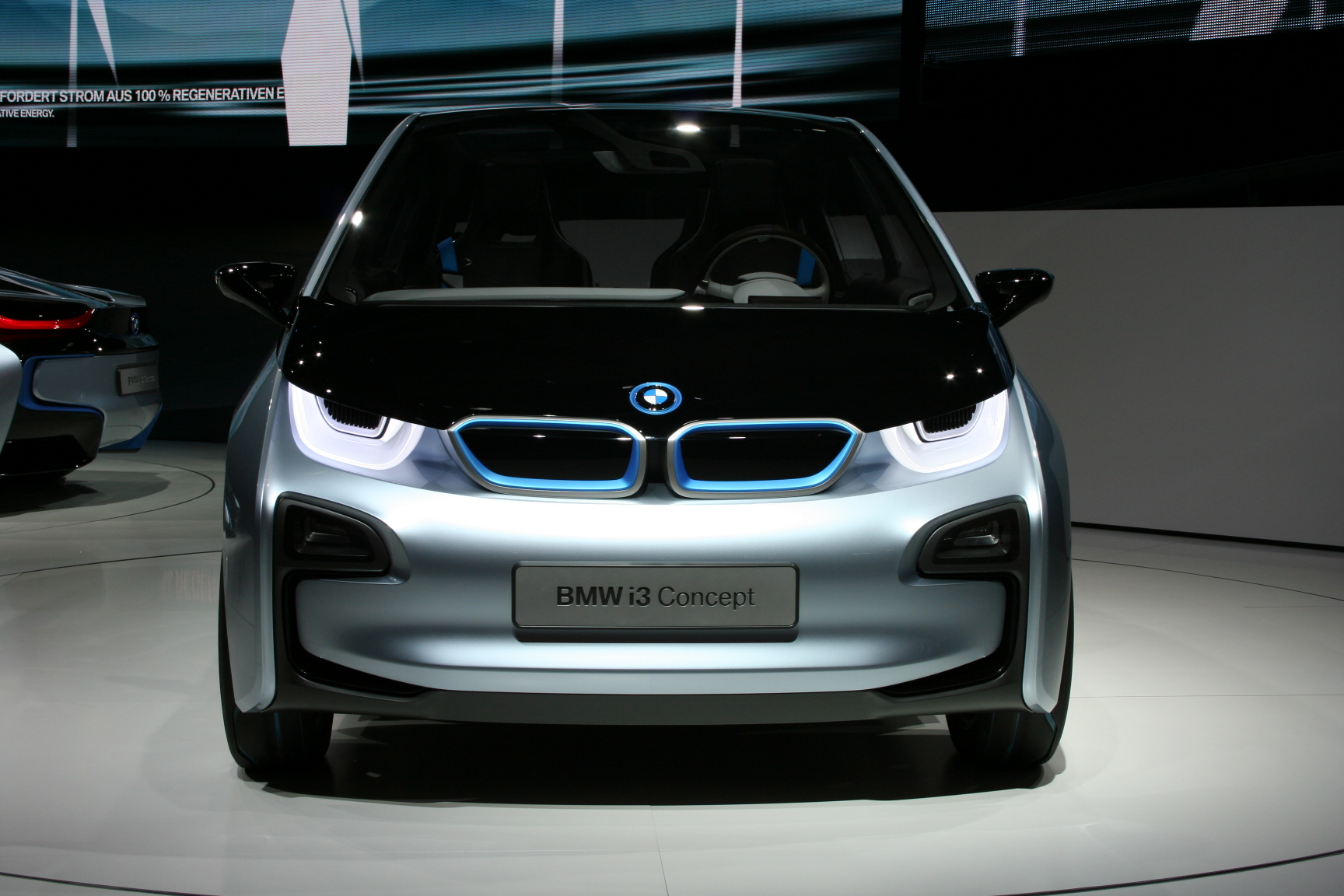
BMW i3 Concept Vorderseite
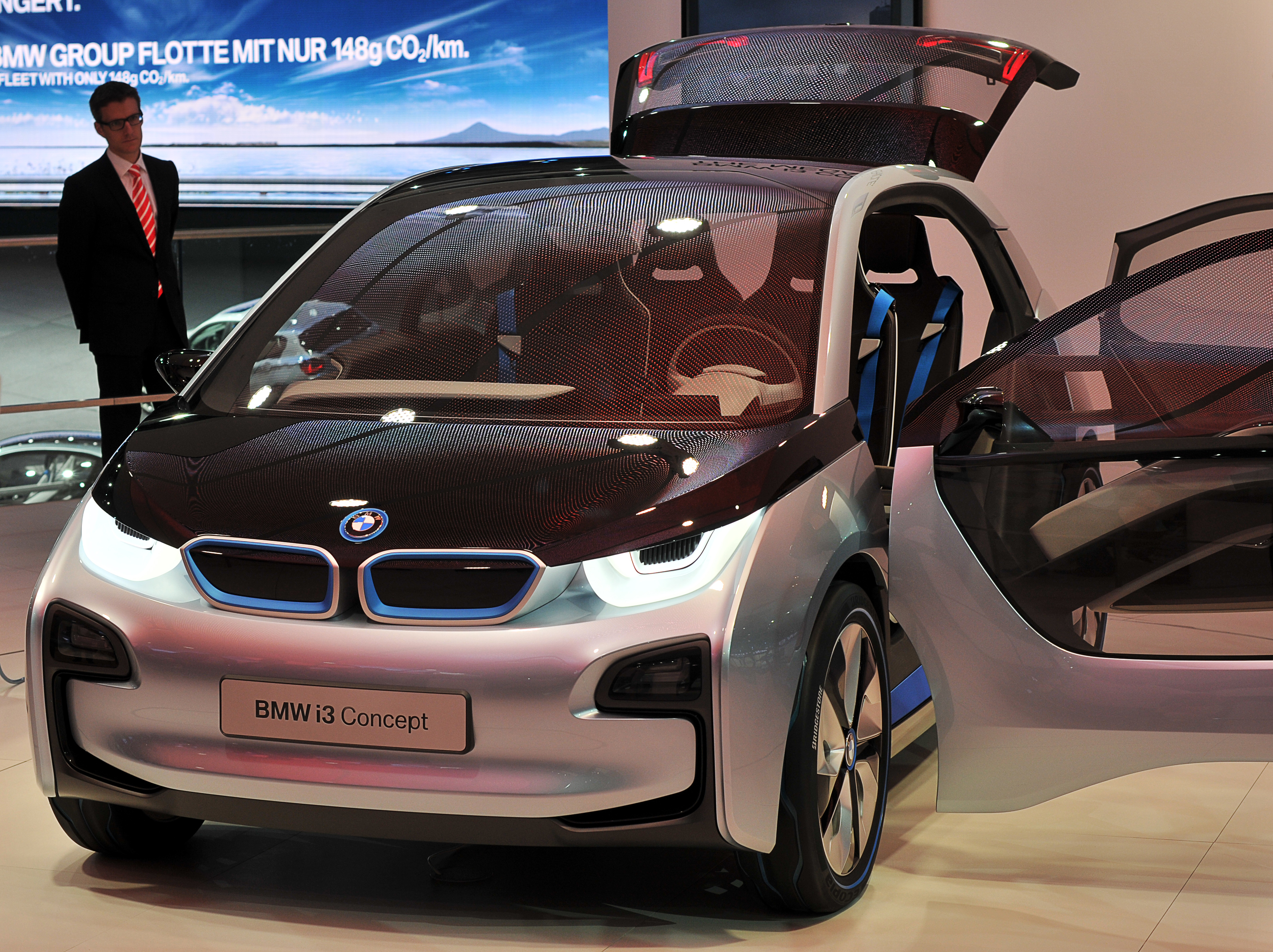
BMW i3 Concept mit geöffneten Türen und Heckklappe
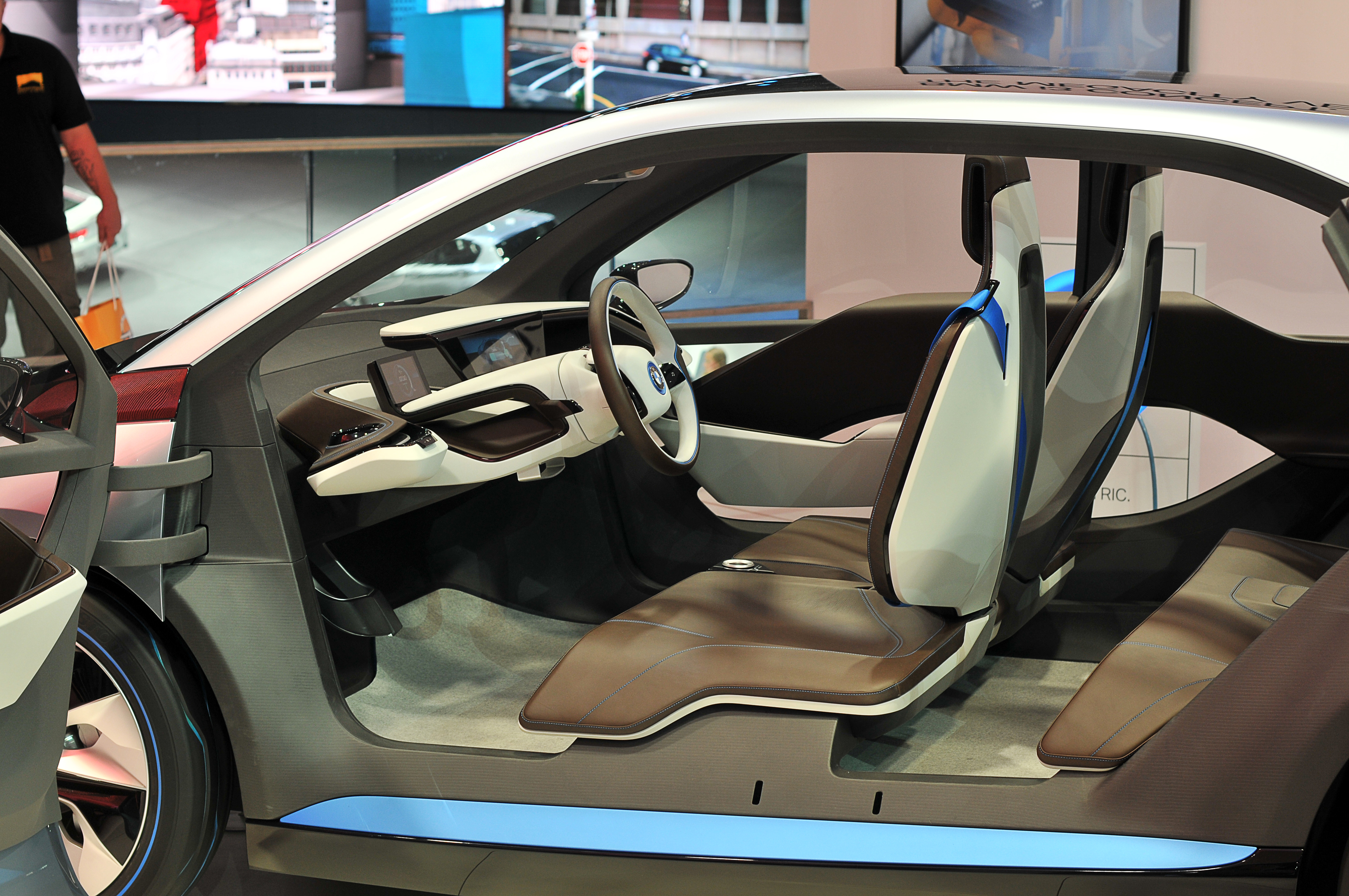
BMW i3 Concept Seitenansicht bei geöffneten Türen (Portaltür-Design)
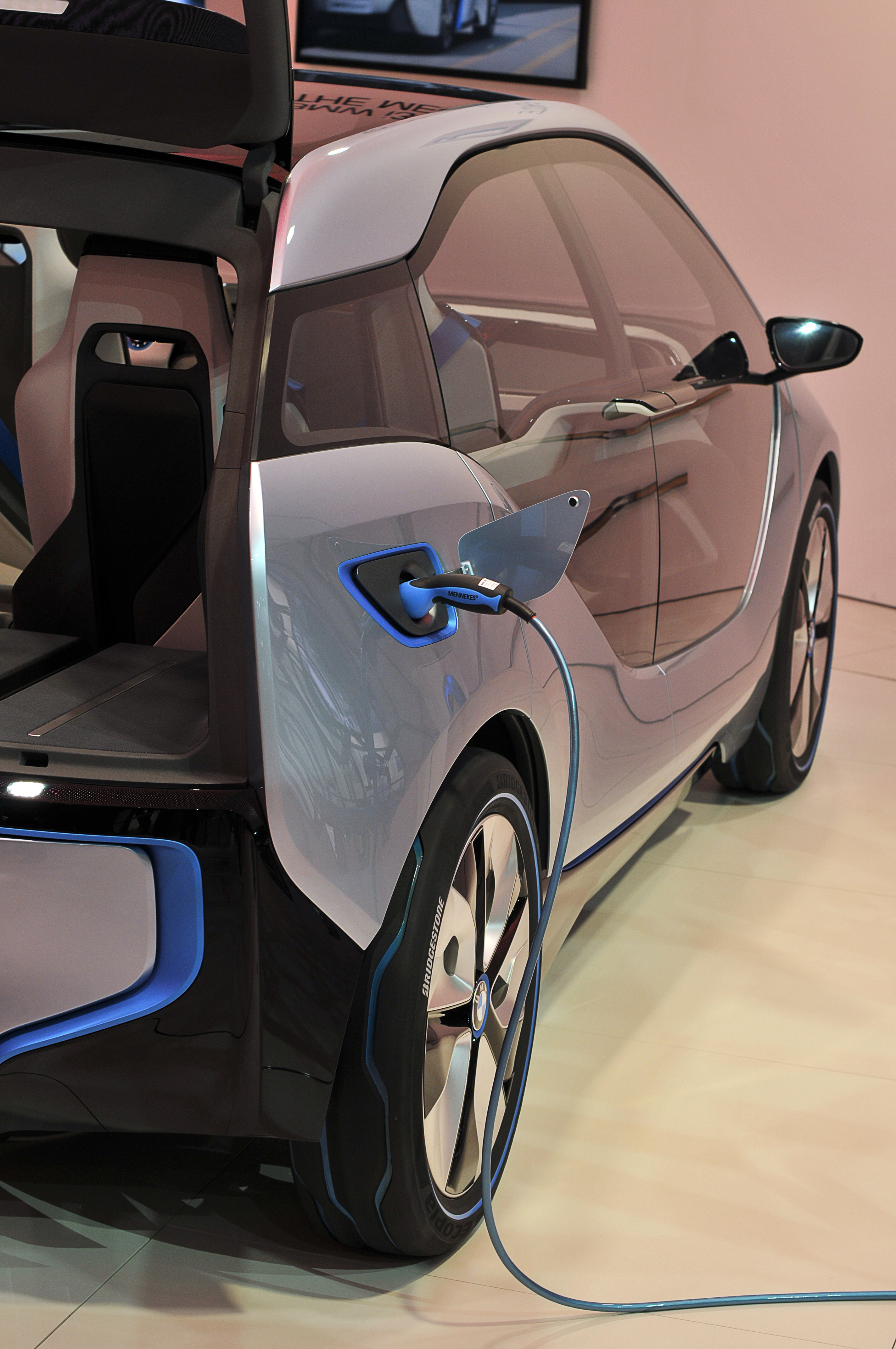
BMW i3 Concept Ladeklappe mit Ladestecker Typ2
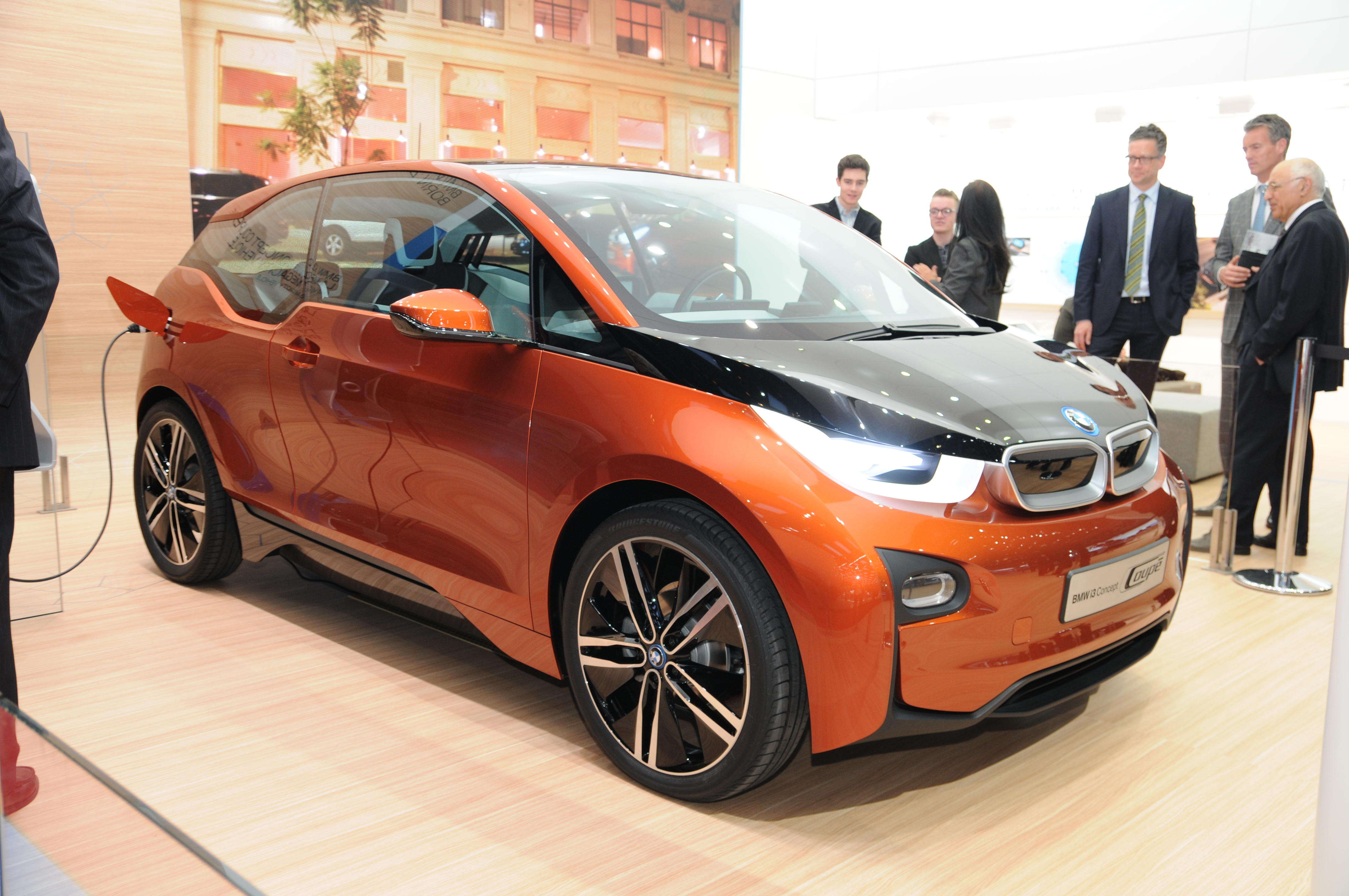
i3 Concept Coupé 2012/2013
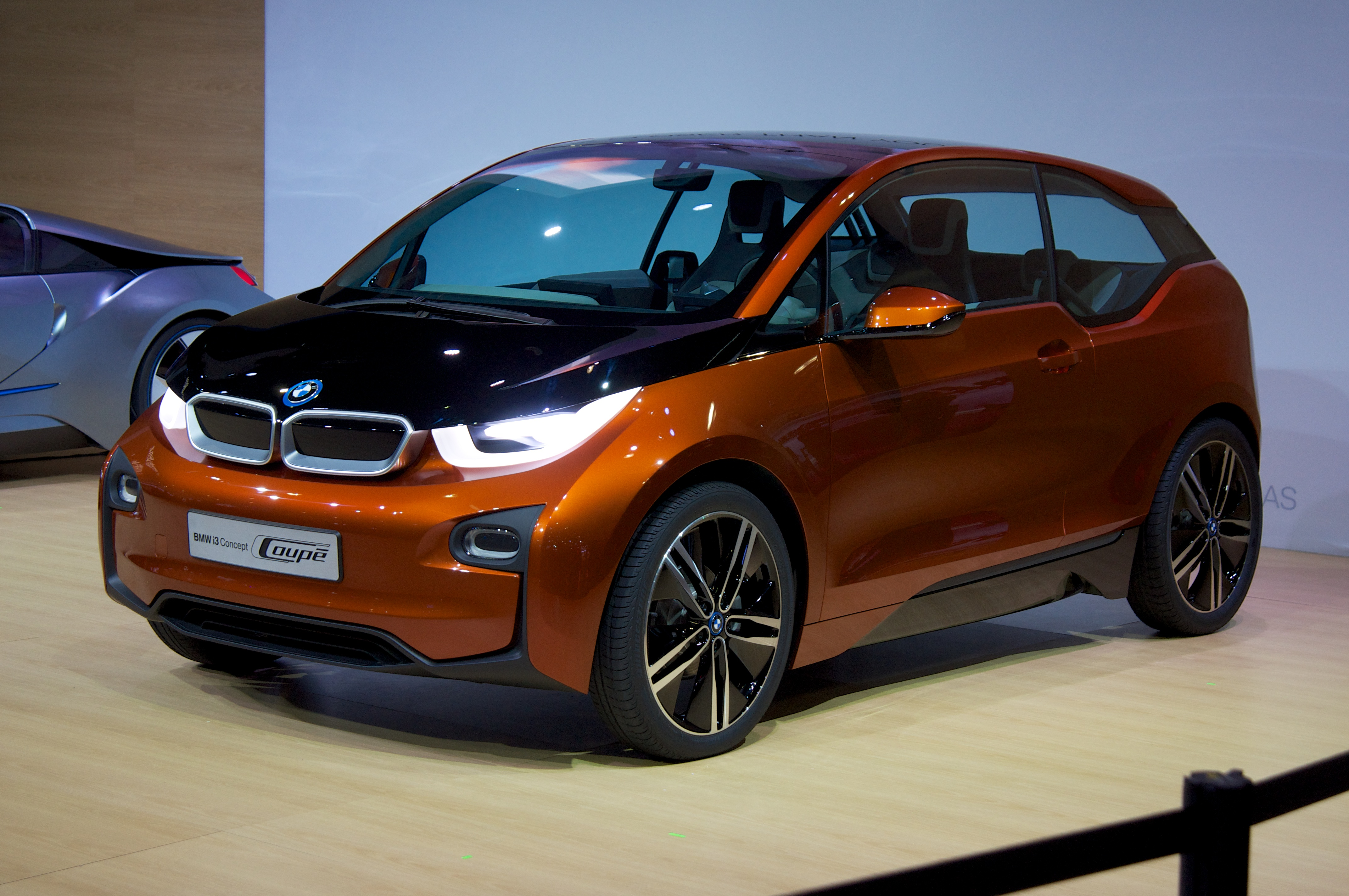
i3 Concept Coupé 2012 LA Show

### Erprobungsfahrzeuge

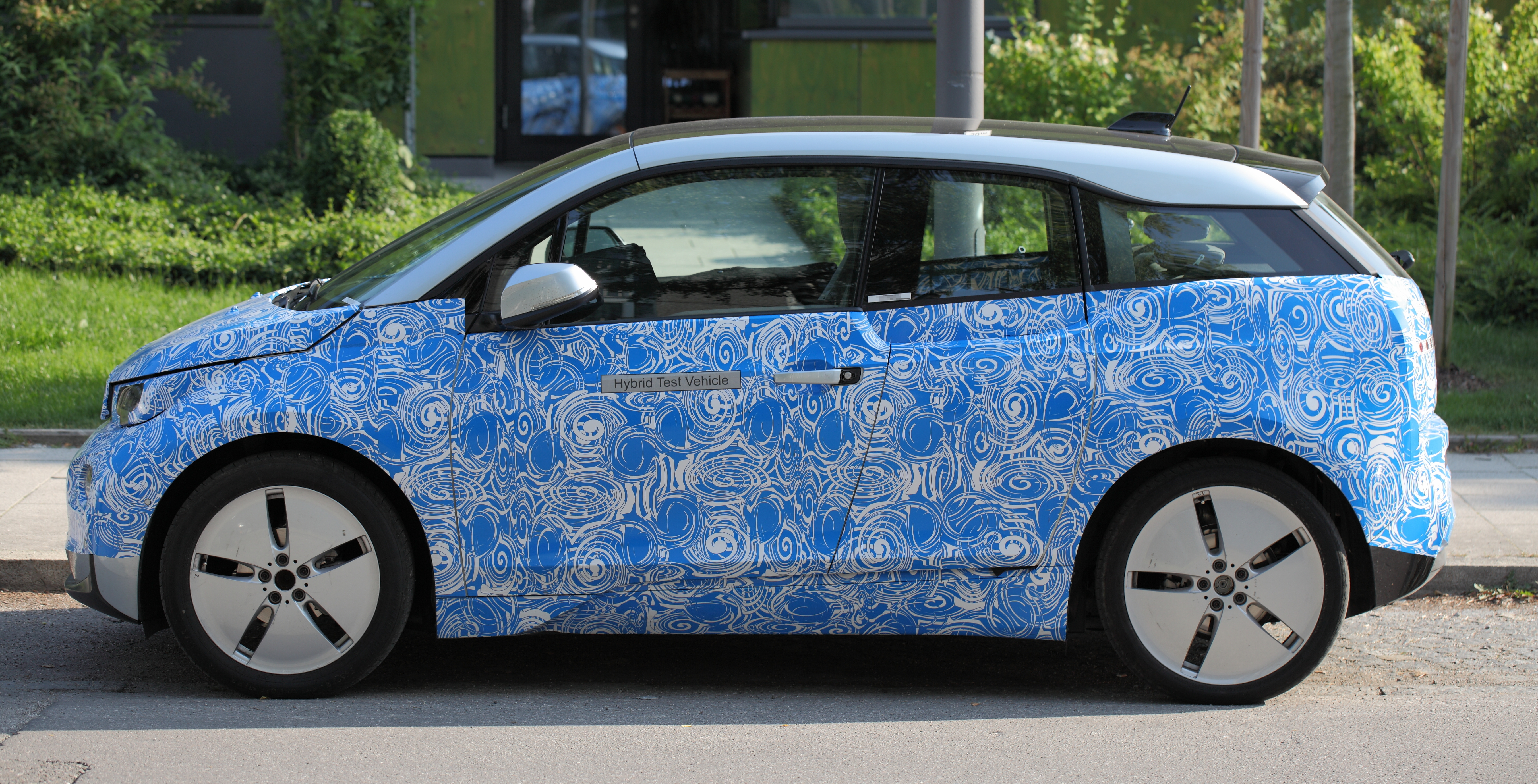
Seitenansicht
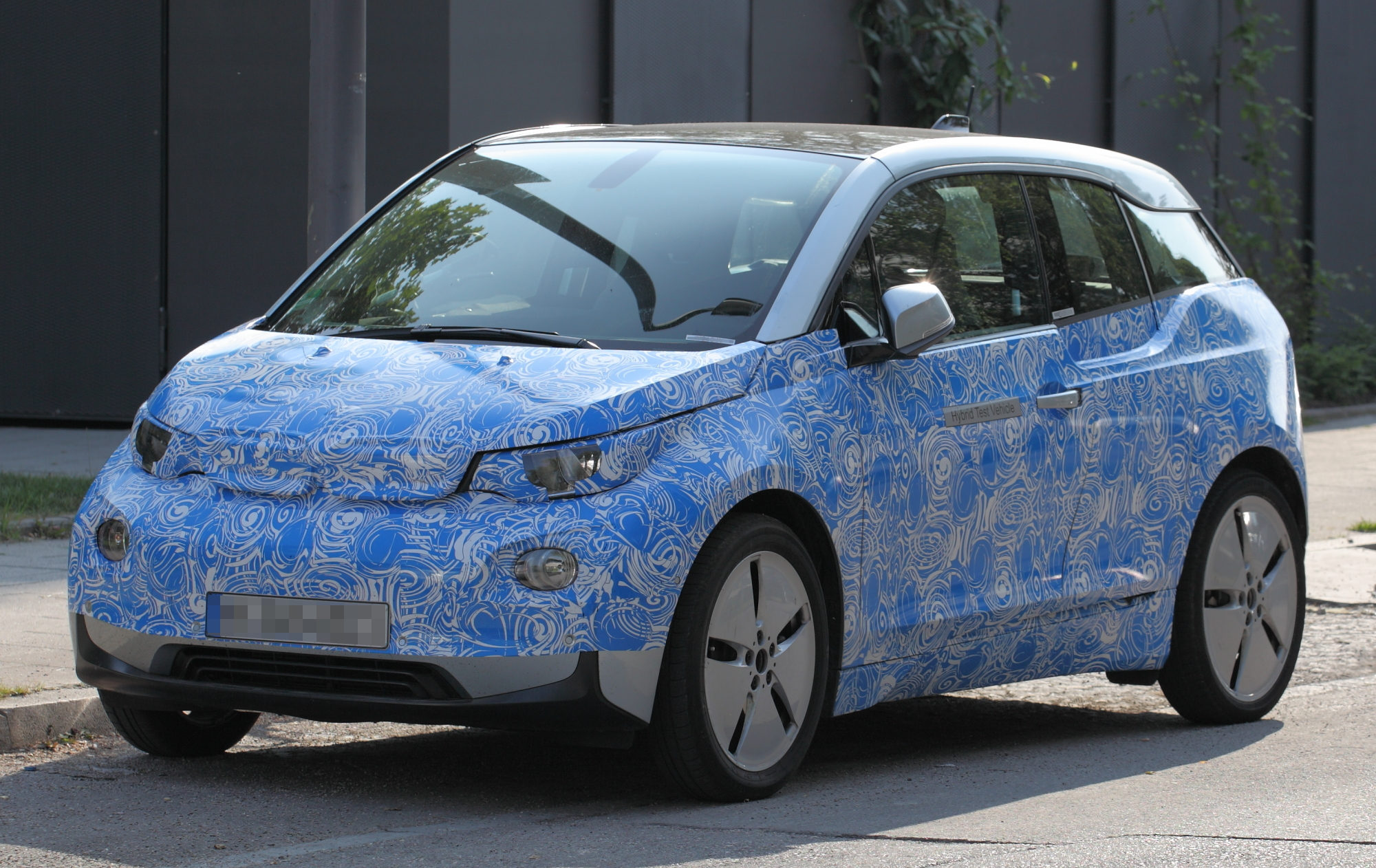
Frontansicht
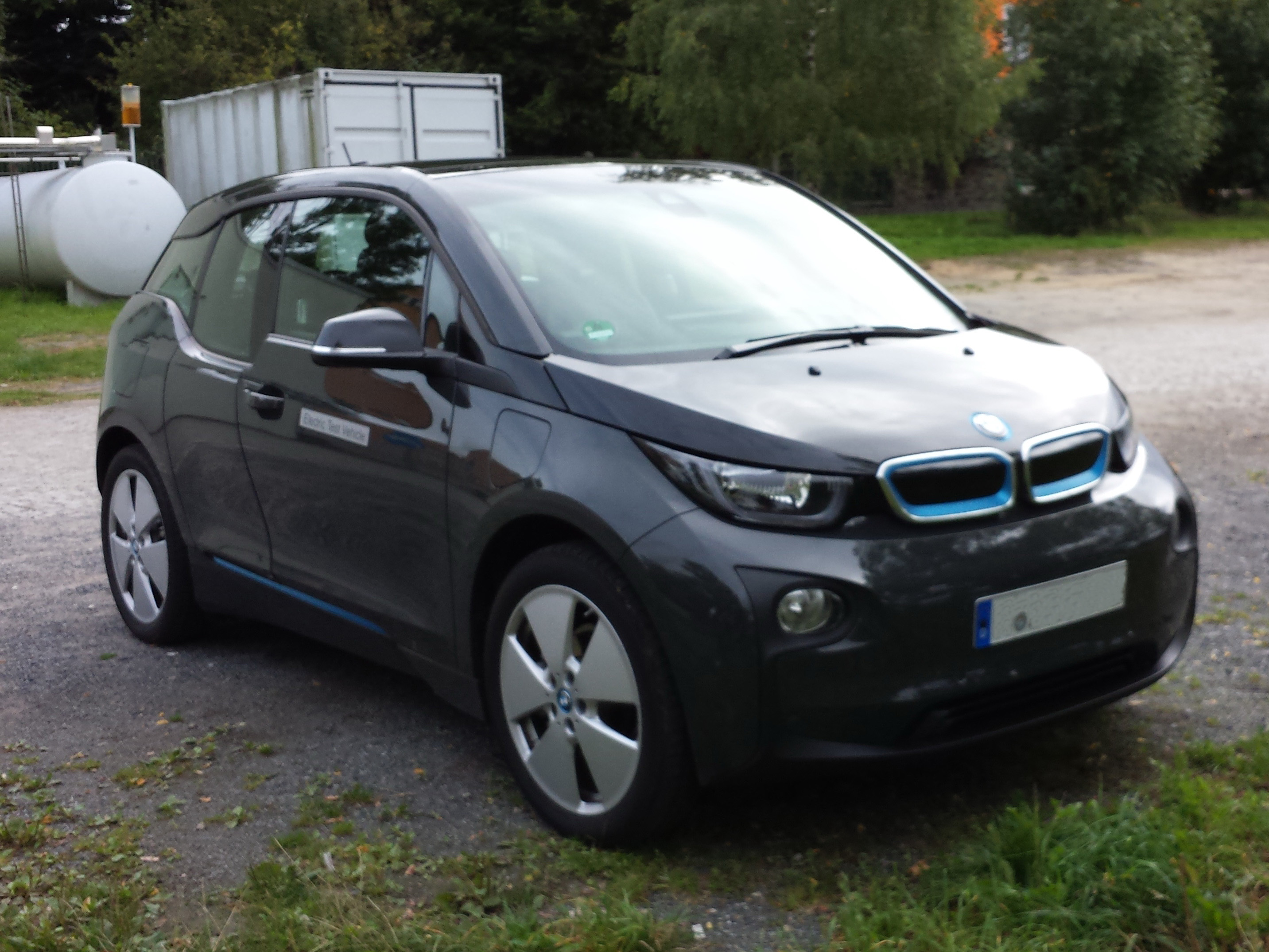
Electric Test Vehicle
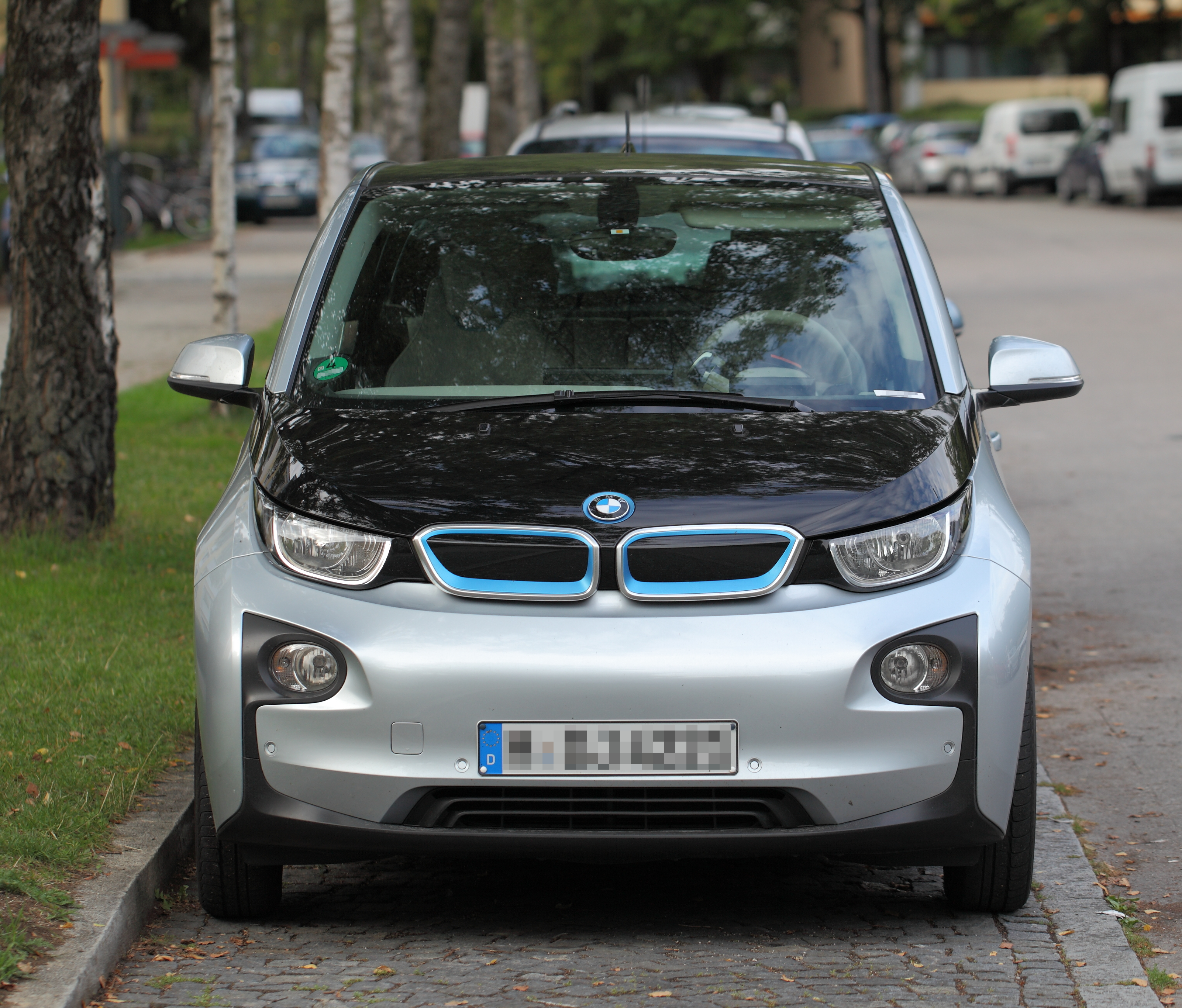
Electric Test Vehicle
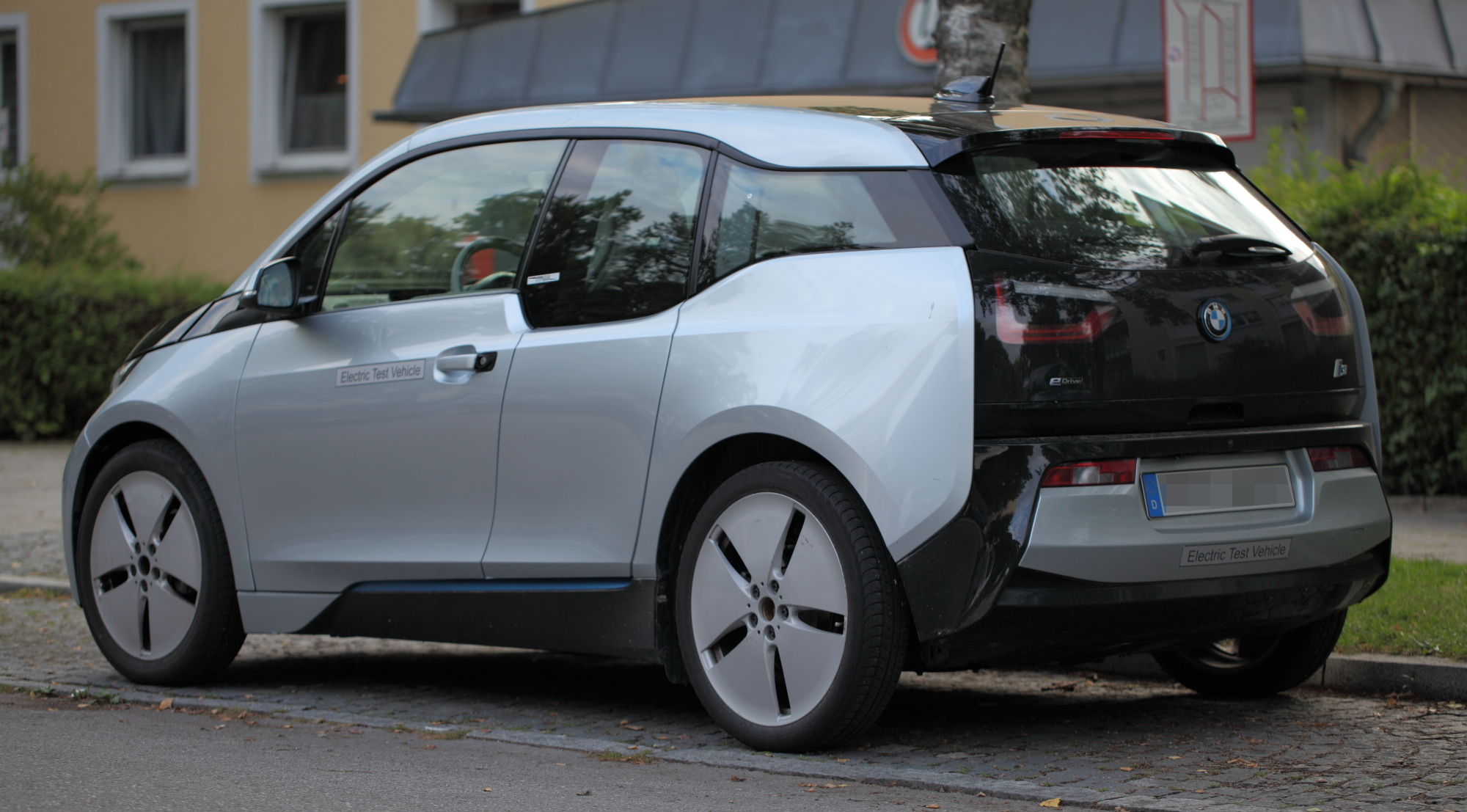
Electric Test Vehicle

## Technische Daten

### Batterieelektrische Versionen
|                                | BMW i3 60 Ah                                                 | BMW i3 94 Ah                                                 | BMW i3s 94 Ah                                                | BMW i3 120 Ah                                                | BMW i3s 120 Ah                                               |
| ------------------------------ | ------------------------------------------------------------ | ------------------------------------------------------------ | ------------------------------------------------------------ | ------------------------------------------------------------ | ------------------------------------------------------------ |
| Bauzeitraum                    | 09/2013 – 10/2017                                            | 04/2016 – 10/2018                                            | 11/2017 – 10/2018                                            | 11/2018 – 06/2022                                            | 11/2018 – 06/2022                                            |
| Motorkenndaten                 |                                                              |                                                              |                                                              |                                                              |                                                              |
| Motorart                       | Elektromotor                                                 | Elektromotor                                                 | Elektromotor                                                 | Elektromotor                                                 | Elektromotor                                                 |
| Motorbauart                    | Permanenterregter Synchronmotor mit erhöhtem Reluktanzanteil | Permanenterregter Synchronmotor mit erhöhtem Reluktanzanteil | Permanenterregter Synchronmotor mit erhöhtem Reluktanzanteil | Permanenterregter Synchronmotor mit erhöhtem Reluktanzanteil | Permanenterregter Synchronmotor mit erhöhtem Reluktanzanteil |
| Motorbezeichnung               | IB1P23M0                                                     | IB1P23M0                                                     | IB1P23M0                                                     | IB1P23M0                                                     | IB1P23M0                                                     |
| Spitzenleistung                | 125 kW (170 PS)                                              | 125 kW (170 PS)                                              | 135 kW (184 PS)                                              | 125 kW (170 PS)                                              | 135 kW (184 PS)                                              |
| Nennleistung/-drehzahl         | 75 kW (102 PS) bei 4800/min                                  | 75 kW (102 PS) bei 4800/min                                  | 75 kW (102 PS) bei 4800/min                                  | 75 kW (102 PS) bei 4800/min                                  | 75 kW (102 PS) bei 4800/min                                  |
| max. Drehmoment                | 250 Nm                                                       | 250 Nm                                                       | 270 Nm                                                       | 250 Nm                                                       | 270 Nm                                                       |
| Kraftübertragung               |                                                              |                                                              |                                                              |                                                              |                                                              |
| Antriebsart                    | Heckantrieb                                                  | Heckantrieb                                                  | Heckantrieb                                                  | Heckantrieb                                                  | Heckantrieb                                                  |
| Getriebe                       | Eingang-Getriebe                                             | Eingang-Getriebe                                             | Eingang-Getriebe                                             | Eingang-Getriebe                                             | Eingang-Getriebe                                             |
| Antriebsbatterie               |                                                              |                                                              |                                                              |                                                              |                                                              |
| Zellchemie                     | NMC-Akkumulator                                              | NMC-Akkumulator                                              | NMC-Akkumulator                                              | NMC-Akkumulator                                              | NMC-Akkumulator                                              |
| Energieinhalt, brutto / netto  | 22,0 kWh / 18,8 kWh                                          | 33,2 kWh / 27,2 kWh                                          | 33,2 kWh / 27,2 kWh                                          | 42,2 kWh / 37,9 kWh                                          | 42,2 kWh / 37,9 kWh                                          |
| Thermomanagement               | aktive Flüssigkeitskühlung (6)                               | aktive Flüssigkeitskühlung (6)                               | aktive Flüssigkeitskühlung (6)                               | aktive Flüssigkeitskühlung (6)                               | aktive Flüssigkeitskühlung (6)                               |
| Gewicht                        | 230 kg                                                       | 256 kg                                                       | 256 kg                                                       |                                                              |                                                              |
| Messwerte                      |                                                              |                                                              |                                                              |                                                              |                                                              |
| Beschleunigung, 0–100 km/h     | 7,2 s                                                        | 7,3 s                                                        | 6,9 s                                                        | 7,3 s                                                        | 6,9 s                                                        |
| Höchstgeschwindigkeit (1)      | 150 km/h                                                     | 150 km/h                                                     | 160 km/h                                                     | 150 km/h                                                     | 160 km/h                                                     |
| Verbrauch auf 100 km nach NEFZ | 12,9 kWh                                                     | 12,6 kWh                                                     | 14,3 kWh                                                     | 13,1 kWh                                                     | 14,0–14,6 kWh                                                |
| Reichweite nach NEFZ           | 190 km                                                       | 312/300 km                                                   | 280 km                                                       |                                                              |                                                              |
| Reichweite nach WLTP           |                                                              |                                                              |                                                              | 308 km                                                       | 283 km                                                       |
| praxisnahe Reichweite          | 130–160 km                                                   | 200 km                                                       | 200 km                                                       | 260 km                                                       | 260 km                                                       |
| Ladezeit (2) per CCS (3)       | 30 min                                                       | 45 min                                                       | 45 min                                                       | 45 min                                                       | 45 min                                                       |
| Ladezeit (2) per Typ2 (4)      | 3–6 h                                                        | 2,75–7,5 h                                                   | 2,75–7,5 h                                                   | 3,15–9,7 h                                                   | 3,15–9,7 h                                                   |
| Ladezeit (2) per ICCB (5)      | 6–8 h                                                        | 9,5 h                                                        | 11 h                                                         | 15 h                                                         | 15 h                                                         |
| Leergewicht nach EG 92/21      | 1270 kg                                                      | 1320 kg                                                      | 1340 kg                                                      | 1345 kg                                                      | 1365 kg                                                      |
| zulässiges Gesamtgewicht       | 1620 kg                                                      | 1670 kg                                                      | 1700 kg                                                      | 1710 kg                                                      | 1730 kg                                                      |
| Zuladung                       | 425 kg                                                       | 425 kg                                                       | 425 kg                                                       | 440 kg                                                       | 440 kg                                                       |
| Wendekreis                     | 10,3 m                                                       | 10,3 m                                                       | 10,3 m                                                       | 10,3 m                                                       | 10,3 m                                                       |

### Range-Extender-Versionen
Diese Fahrzeuge wurden ab November 2018 nur noch außerhalb Europas zum Verkauf angeboten.
|                                                         | BMW i3 60 Ah mit REX                                         | BMW i3 94 Ah mit REX                                         | BMW i3s 94 Ah mit REX                                        | BMW i3 120 Ah mit REX                                        | BMW i3s 120 Ah mit REX                                       |
| ------------------------------------------------------- | ------------------------------------------------------------ | ------------------------------------------------------------ | ------------------------------------------------------------ | ------------------------------------------------------------ | ------------------------------------------------------------ |
| Bauzeitraum                                             | 09/2013 – 10/2017                                            | 04/2016 – 10/2018                                            | 11/2017 – 10/2018                                            | 11/2018 – 06/2022                                            | 11/2018 – 06/2022                                            |
| Motortyp, Elektromotor                                  | IB1P23M0                                                     | IB1P23M0                                                     | IB1P23M0                                                     | IB1P23M0                                                     | IB1P23M0                                                     |
| Motorbauart, Elektromotor                               | Permanenterregter Synchronmotor mit erhöhtem Reluktanzanteil | Permanenterregter Synchronmotor mit erhöhtem Reluktanzanteil | Permanenterregter Synchronmotor mit erhöhtem Reluktanzanteil | Permanenterregter Synchronmotor mit erhöhtem Reluktanzanteil | Permanenterregter Synchronmotor mit erhöhtem Reluktanzanteil |
| Spitzenleistung Elektromotor                            | 125 kW (170 PS)                                              | 125 kW (170 PS)                                              | 135 kW (184 PS)                                              | 125 kW (170 PS)                                              | 135 kW (184 PS)                                              |
| Nennleistung/-drehzahl Elektromotor                     | 75 kW (102 PS) bei 4800/min                                  | 75 kW (102 PS) bei 4800/min                                  | 75 kW (102 PS) bei 4800/min                                  | 75 kW (102 PS) bei 4800/min                                  | 75 kW (102 PS) bei 4800/min                                  |
| max. Drehmoment Elektromotor                            | 250 Nm                                                       | 250 Nm                                                       | 270 Nm                                                       | 250 Nm                                                       | 270 Nm                                                       |
| Motortyp, Ottomotor                                     | W20K06U0                                                     | W20K06U0                                                     | W20K06U0                                                     | W20K06U0                                                     | W20K06U0                                                     |
| Motorbauart, Ottomotor                                  | R2                                                           | R2                                                           | R2                                                           | R2                                                           | R2                                                           |
| Hubraum                                                 | 647 cm³                                                      | 647 cm³                                                      | 647 cm³                                                      | 647 cm³                                                      | 647 cm³                                                      |
| Nennleistung/-drehzahl, Ottomotor                       | 28 kW (38 PS) bei 5000/min                                   | 28 kW (38 PS) bei 5000/min                                   | 28 kW (38 PS) bei 5000/min                                   | 28 kW (38 PS) bei 5000/min                                   | 28 kW (38 PS) bei 5000/min                                   |
| max. Drehmoment, Ottomotor                              | 55 Nm bei 4500/min                                           | 55 Nm bei 4500/min                                           | 55 Nm bei 4500/min                                           | 55 Nm bei 4500/min                                           | 55 Nm bei 4500/min                                           |
| Nennleistung/-drehzahl, Generator                       | 26,6 kW bei 5000/min                                         | 26,6 kW bei 5000/min                                         | 26,6 kW bei 5000/min                                         | 26,6 kW bei 5000/min                                         | 26,6 kW bei 5000/min                                         |
| Beschleunigung, 0–100 km/h                              | 7,9 s                                                        | 8,1 s                                                        | 7,7 s                                                        | 8,0 s                                                        | 7,6 s                                                        |
| Höchstgeschwindigkeit (1)                               | 150 km/h                                                     | 150 km/h                                                     | 160 km/h                                                     | 159 km/h                                                     | 159 km/h                                                     |
| Stromverbrauch auf 100 km nach NEFZ                     | 13,5 kWh                                                     | 11,3 kWh                                                     | 12,5 kWh                                                     |                                                              |                                                              |
| Stromverbrauch auf 100 km nach EPA                      |                                                              |                                                              |                                                              | 20,9 kWh                                                     | 20,9 kWh                                                     |
| Batteriekapazität, gesamt                               | 22,0 kWh                                                     | 33,2 kWh                                                     | 33,2 kWh                                                     | 42,2 kWh                                                     | 42,2 kWh                                                     |
| Batteriekapazität, nutzbar                              | 18,8 kWh                                                     | 27,2 kWh                                                     | 27,2 kWh                                                     | 37,9 kWh                                                     | 37,9 kWh                                                     |
| Batteriethermomanagement                                | aktive Flüssigkeitskühlung (7)                               | aktive Flüssigkeitskühlung (7)                               | aktive Flüssigkeitskühlung (7)                               | aktive Flüssigkeitskühlung (7)                               | aktive Flüssigkeitskühlung (7)                               |
| elektrische Reichweite nach NEFZ                        | 170 km                                                       | 240 km                                                       | 220 km                                                       | –                                                            | –                                                            |
| elektrische Reichweite nach EPA                         |                                                              |                                                              |                                                              | 203 km                                                       | 203 km                                                       |
| praxisnahe elektrische Reichweite                       | 120–150 km                                                   | 180 km                                                       | 160 km                                                       |                                                              |                                                              |
| Tankinhalt                                              | 9 l                                                          | 9 l                                                          | 9 l                                                          | 9 l                                                          | 9 l                                                          |
| Kraftstoffverbrauch auf 100 km (bei reinem REX-Betrieb) | 6 l                                                          | 6 l                                                          | 7 l                                                          | 7,6 l                                                        | 7,6 l                                                        |
| CO2-Emission                                            | 13 g/km                                                      | 13–14 g/km                                                   | 14 g/km                                                      |                                                              |                                                              |
| praxisnahe Zusatzreichweite durch Range Extender        | 120–150 km                                                   | 120–150 km                                                   | 120–150 km                                                   | 119 km                                                       | 119 km                                                       |
| praxisnahe Gesamtreichweite                             | 240–300 km                                                   | 300–330 km                                                   | 300–330 km                                                   | 322 km                                                       | 322 km                                                       |
| Ladezeit (2) CCS (3)                                    | 30 min                                                       | 45 min                                                       | 45 min                                                       | 45 min                                                       | 45 min                                                       |
| Ladezeit (2) Stecker Typ2 (4)                           | 3–6 h                                                        | 2,75–7,5 h                                                   | 2,75–7,5 h                                                   | 3,15–9,7 h                                                   | 3,15–9,7 h                                                   |
| Ladezeit (2) mit ICCB (5)                               | 6–8 h                                                        | 9,5 h                                                        | 11 h                                                         | 28 h (6)                                                     | 28 h (6)                                                     |
| Leergewicht nach EG 92/21                               | 1390 kg                                                      | 1440 kg                                                      | 1460 kg                                                      | –                                                            | –                                                            |
| Leergewicht, USA                                        |                                                              |                                                              |                                                              | 1483 kg                                                      | 1498 kg                                                      |
| Batteriegewicht                                         | 230 kg                                                       | 256 kg                                                       | 256 kg                                                       |                                                              |                                                              |
| zul. Gesamtgewicht                                      | 1730 kg                                                      | 1760 kg                                                      | 1780 kg                                                      | 1796 kg                                                      | 1796 kg                                                      |
| Zuladung                                                | 415 kg                                                       | 395 kg                                                       | 380 kg                                                       | 284 kg                                                       | 284 kg                                                       |
| Wendekreis                                              | 10,3 m                                                       | 10,3 m                                                       | 10,3 m                                                       | 10,3 m                                                       | 10,3 m                                                       |

## Absatzzahlen

### Weltweit
Im ersten Jahr 2013  setzte BMW weltweit 16.000 i3 ab, 2019 sollten es rund 40.000 werden.
Globale Verkäufe nach Finanzjahr

2014 - 17.793

2015 - 29.513

2016 - 29.280

2017 - 33.676

2018 - 37.347

2019 - 42.249

2020 - 28.162

2021 - 31.179

2022 - 61.410

Im Juni 2022 wurde die Produktion des i3 eingestellt.

### Zulassungszahlen in Deutschland
Seit dem Marktstart 2013 bis einschließlich Dezember 2022 sind in der Bundesrepublik Deutschland insgesamt 57.387 BMW i3 neu zugelassen worden. Obwohl die Baureihe 2021 bereits in ihr neuntes Verkaufsjahr ging, wurden noch nie zuvor so viele Einheiten zugelassen wie in diesem Jahr.
|  |

|  |

|  |

|  |

|  |

|  |

|  |

|  |

|  |

|  |

|  |

|  |

|  |

|  |

|  |

|  |

|  |

|  |

|  |

|  |

|  |

|  |

|  |

|  |

|  |

|  |

|  |

|  |

|  |

|  |

|  |

|  |

|  |

|  |

|  |

|  |

|  |

|  |

|  |

|  |

|  |

|  |

|  |

|  |

|  |

|  |

|  |

|  |

|  |

|  |

|  |

|  |

|  |

|  |

|  |

|  |

|  |

|  |

|  |

|  |

|  |

|  |

|  |

|  |

|  |

|  |

|  |

|  |

|  |

|  |

|  |

|  |

|  |

|  |

|  |

|  |

|  |

|  |

|  |

|  |

|  |

|  |

|  |

|  |

|  |

|  |

|  |

|  |

|  |

|  |

|  |

|  |

|  |

|  |

|  |

|  |

|  |

|  |

|  |

|  |

|  |

|  |

|  |

|  |

|  |

|  |

|  |

|  |

|  |

|  |

|  |

|  |

|  |

|  |

|  |

|  |

|  |

|  |

|  |

|  |

|  |

|  |

|  |

|  |

|  |

|  |

|  |

|  |

|  |

|  |

|  |

|  |

|  |

|  |

|  |

|  |

|  |

|  |

|  |

|  |

|  |

|  |

|  |

|  |

|  |

|  |

|  |

|  |

|  |

|  |

|  |

|  |

|  |

|  |

|  |

|  |

|  |

|  |

|  |

|  |

|  |

|  |

|  |

|  |

|  |

|  |

|  |

|  |

|  |

|  |

|  |

|  |

|  |

|  |

|  |

|  |

|  |

|  |

|  |

|  |

|  |

|  |

|  |

|  |

|  |

|  |

|  |

|  |

|  |

|  |

|  |

|  |

|  |

|  |

|  |

|  |

|  |

|  |

|  |

|  |

|  |

|  |

|  |

|  |

|  |

|  |

|  |

|  |

|  |

|  |

|  |

|  |

|  |

|  |

|  |

|  |

|  |

|  |

|  |

|  |

|  |

|  |

|  |

|  |

|  |

|  |

|  |

|  |

|  |

|  |

|  |

|  |

|  |

|  |

|  |

|  |

|  |

|  |

|  |

|  |

|  |

|  |

|  |

|  |

|  |

|  |

|  |

|  |

|  |

|  |

|  |

|  |

|  |

|  |

|  |

|  |

|  | Elektro/PHEV (7.926) |

|  | Elektro/PHEV (7.926) |

|  | Elektro (46.357) |

|  | Elektro (46.357) |

|  | PHEV (3.104) |

|  | PHEV (3.104) |